# Brasil nos Jogos Olímpicos de Verão de 2020
O Brasil participou dos Jogos Olímpicos de Verão de 2020 em Tóquio que aconteceram de 23 de julho a 8 de agosto de 2021. O responsável pela equipa olímpica é o Comitê Olímpico do Brasil, bem como as federações desportivas nacionais da cada desporto com participação. Esta é a vigésima terceira participação nos Jogos Olímpicos de Verão, tendo competido em todas as edições da era moderna de 1920 em diante, excepto o Jogos Olímpicos de Verão de 1928 em Amsterdã. Com 7 ouros e 21 medalhas no total, este foi o desempenho de maior sucesso do país nos Jogos Olímpicos. O país bateu o recorde de medalhas em uma edição (21) e também foi a melhor colocação de todos os tempos no quadro de medalhas (12º lugar). Foi também a edição dos Jogos onde o Brasil conquistou medalhas em mais diferentes modalidades.
Kelvin Hoefler conquistou a primeira medalha brasileira no dia 25 de julho de 2021, sendo ela de prata no skate, se tornando um dos primeiros medalhistas no evento estreante. Rayssa Leal conquistou a prata também no skate no dia 26 de julho, se tornando a medalhista mais jovem do Brasil em uma edição das olimpíadas com apenas 13 anos, além de ser uma das primeiras medalhistas da competição. Ítalo Ferreira conquistou o primeiro ouro do Brasil no Surfe, confirmando o favoritismo do Brasil na categoria estreante. Porém, a surpresa ficou pela derrota de Gabriel Medina tanto na semifinal, como na disputa pelo bronze, trazendo algumas controvérsias na avaliação dos juízes. Em 29 de julho a judoca Mayra Aguiar tornou-se a primeira brasileira a estar três vezes no pódio individual, e apenas a segunda com três medalhas depois de Hélia "Fofão" Souza. Em 31 de julho, Laura Pigossi e Luisa Stefani conquistaram o bronze no tênis, categoria duplas feminino, sendo a primeira medalha da história do tênis brasileiro. Em 1.° de agosto, Rebeca Andrade se torna a primeira brasileira a ganhar duas medalhas na mesma Olimpíada, assim como providenciando as primeiras medalhas femininas brasileiras na ginástica, com a prata no individual geral e o ouro nos saltos.
A despeito de ter conquistado o melhor desempenho de sua história nos Jogos Olímpicos de Verão, foi a primeira vez, desde que o voleibol de praia foi introduzido ao programa olímpico, em 1996, que o Brasil saiu sem nenhuma medalha neste esporte. Foi a primeira vez também desde 1996 que o país conseguiu menos de 2 medalhas somando todas as modalidades do voleibol.
A equipe masculina de futebol foi multada pelo COB por não ter usado o agasalho oficial da delegação brasileira nas Olimpíadas no pódio, já que os Jogos Olímpicos só permitem uma marca por país no pódio, mas a seleção usou uma camisa da Nike.
Ao final dos jogos, Rayssa Leal ganhou o prêmio “Espírito Olímpico”, oferecido pelo Comitê Olímpico Internacional (COI), por ter comemorado o ouro de sua "rival" na disputa da prova, a japonesa Momiji Nishiya. Segundo o COI, este foi "um dos momentos mais celebrados de Tóquio 2020, pois mostrou a essência dos jogos.".

## Competidores

### Por modalidade esportiva
| Esporte            | Masculino | Feminino | Total |
| ------------------ | --------- | -------- | ----- |
| Atletismo          | 33        | 20       | 53    |
| Badminton          | 1         | 1        | 2     |
| Boxe               | 4         | 3        | 7     |
| Canoagem           | 4         | 1        | 5     |
| Ciclismo           | 3         | 2        | 5     |
| Esgrima            | 1         | 1        | 2     |
| Futebol            | 22        | 22       | 44    |
| Ginástica          | 5         | 7        | 12    |
| Halterofilismo     | 1         | 2        | 3     |
| Handebol           | 15        | 15       | 30    |
| Hipismo            | 8         | 0        | 8     |
| Judô               | 7         | 6        | 13    |
| Lutas              | 1         | 2        | 3     |
| Natação            | 16        | 10       | 26    |
| Pentatlo moderno   | 0         | 1        | 1     |
| Remo               | 1         | 0        | 1     |
| Rugby sevens       | 0         | 13       | 13    |
| Saltos ornamentais | 2         | 2        | 4     |
| Skate              | 6         | 6        | 12    |
| Surfe              | 2         | 2        | 4     |
| Taekwondo          | 2         | 1        | 3     |
| Tênis              | 5         | 2        | 7     |
| Tênis de mesa      | 3         | 3        | 6     |
| Tiro               | 1         | 0        | 1     |
| Tiro com arco      | 1         | 1        | 2     |
| Triatlo            | 1         | 2        | 3     |
| Vela               | 7         | 6        | 13    |
| Voleibol           | 12        | 12       | 24    |
| Voleibol de praia  | 4         | 4        | 8     |
| Total              | 161       | 141      | 302   |

### Por local de nascimento
| Posição | Local de nascimento       | Números de atletas | Campeão(ões) olímpico(s) presente(s)                                 |
| ------- | ------------------------- | ------------------ | -------------------------------------------------------------------- |
| —       | Brasil                    | 294                | 18                                                                   |
| —       | Região Sudeste            | 284                | 11                                                                   |
| 1       | São Paulo                 | 152                | Arthur Zanetti Robert Scheidt Thiago Braz Kahena Kunze Douglas Souza |
| 2       | Rio de Janeiro            | 89                 | Martine Grael Bruno Rezende Wallace                                  |
| —       | Região Sul                | 75                 | 3                                                                    |
| —       | Região Nordeste           | 51                 | 1                                                                    |
| 3       | Minas Gerais              | 34                 | Lucarelli Maurício Souza                                             |
| 4       | Paraná                    | 32                 | Natália Pereira                                                      |
| 5       | Rio Grande do Sul         | 27                 | Fernanda Garay Lucão                                                 |
| —       | Exterior                  | 8                  | Rodrigo Pessoa                                                       |
| —       | Região Centro-Oeste       | 22                 | 2                                                                    |
| 6       | Santa Catarina            | 16                 | Não                                                                  |
| 7       | Pernambuco                | 15                 |                                                                      |
| 8       | Bahia                     | 14                 | Não                                                                  |
| 9       | Distrito Federal          | 11                 | Tandara Caixeta Bruno Schmidt                                        |
| 10      | Espírito Santo            | 9                  | Alison Cerutti                                                       |
| —       | Região Norte              | 8                  | Não                                                                  |
| 11      | Alagoas                   | 6                  | Maurício Borges                                                      |
| 12      | Paraíba                   | 6                  | Não                                                                  |
| 13      | Goiás                     | 6                  | Não                                                                  |
| 14      | Maranhão                  | 4                  | Não                                                                  |
| 15      | Mato Grosso               | 3                  | Não                                                                  |
| 16      | Ceará                     | 3                  | Não                                                                  |
| 17      | Roraima                   | 2                  | Não                                                                  |
| 18      | Mato Grosso do Sul        | 2                  | Não                                                                  |
| 19      | Piauí                     | 2                  |                                                                      |
| 20      | Amazonas                  | 2                  | Não                                                                  |
| 21      | Pará                      | 2                  | Não                                                                  |
| 22      | Amapá                     | 1                  | Não                                                                  |
| 23      | Acre                      | 1                  | Não                                                                  |
| 24      | Rio Grande do Norte       | 1                  | Ítalo Ferreira                                                       |
| —       | Total (Brasil e exterior) | 302                | 18                                                                   |

## Medalhas
| Santos Gabriel Menino Diego Carlos Ricardo Graça Douglas Luiz Arana Paulinho Bruno Guimarães Matheus Cunha Richarlison Antony | Brenno Daniel Alves Bruno Fuchs Nino Abner Malcom Matheus Henrique Reinier Claudinho Martinelli Lucão |

| Carol Gattaz Rosamaria Montibeller Macris Carneiro Roberta Ratzke Gabi Guimarães Natália Pereira | Ana Carolina Fernanda Garay Ana Cristina Camila Brait Ana Beatriz |

| Santos Gabriel Menino Diego Carlos Ricardo Graça Douglas Luiz Arana Paulinho Bruno Guimarães Matheus Cunha Richarlison Antony | Brenno Daniel Alves Bruno Fuchs Nino Abner Malcom Matheus Henrique Reinier Claudinho Martinelli Lucão |

| Carol Gattaz Rosamaria Montibeller Macris Carneiro Roberta Ratzke Gabi Guimarães Natália Pereira | Ana Carolina Fernanda Garay Ana Cristina Camila Brait Ana Beatriz |

| Medalhas por dia                        | Medalhas por dia | Medalhas por dia | Medalhas por dia  | Medalhas por dia |
| --------------------------------------- | ---------------- | ---------------- | ----------------- | ---------------- |
| Dia                                     | Medalha de ouro  | Medalha de prata | Medalha de bronze | T                |
| 23 de julho                             | -                | -                | -                 | -                |
| 24 de julho                             | -                | 1                | 1                 | 2                |
| 25 de julho                             | -                | -                | -                 | -                |
| 26 de julho                             | -                | 1                | -                 | 1                |
| 27 de julho                             | 1                | -                | 1                 | 2                |
| 28 de julho                             | -                | -                | -                 | -                |
| 29 de julho                             | -                | 1                | 1                 | 2                |
| 30 de julho                             | -                | -                | -                 | -                |
| 31 de julho                             | -                | -                | 1                 | 1                |
| 1 de agosto                             | 1                | -                | 1                 | 2                |
| 2 de agosto                             | -                | -                | -                 | -                |
| 3 de agosto                             | 1                | -                | 3                 | 4                |
| 4 de agosto                             | 1                | -                | -                 | 1                |
| 5 de agosto                             | -                | 1                | -                 | 1                |
| 6 de agosto                             | -                | -                | -                 | -                |
| 7 de agosto                             | 3                | -                | -                 | 3                |
| 8 de agosto                             | -                | 2                | -                 | 2                |
| Total                                   | 7                | 6                | 8                 | 21               |
| Inclui as medalhas cassadas por doping. |                  |                  |                   |                  |

| Medalhas por esporte                    | Medalhas por esporte | Medalhas por esporte | Medalhas por esporte | Medalhas por esporte |
| --------------------------------------- | -------------------- | -------------------- | -------------------- | -------------------- |
| Esporte                                 | Medalha de ouro      | Medalha de prata     | Medalha de bronze    | T                    |
| Atletismo                               | -                    | -                    | 2                    | 2                    |
| Boxe                                    | 1                    | 1                    | 1                    | 3                    |
| Canoagem                                | 1                    | -                    | -                    | 1                    |
| Futebol                                 | 1                    | -                    | -                    | 1                    |
| Ginástica                               | 1                    | 1                    | -                    | 2                    |
| Judô                                    | -                    | -                    | 2                    | 2                    |
| Natação                                 | 1                    | -                    | 2                    | 3                    |
| Skate                                   | -                    | 3                    | -                    | 3                    |
| Surfe                                   | 1                    | -                    | -                    | 1                    |
| Tênis                                   | -                    | -                    | 1                    | 1                    |
| Vela                                    | 1                    | -                    | -                    | 1                    |
| Voleibol                                | -                    | 1                    | -                    | 1                    |
| Total                                   | 7                    | 6                    | 8                    | 21                   |
| Inclui as medalhas cassadas por doping. |                      |                      |                      |                      |

## Atletismo
Masculino
Pista e estrada
| Atleta                                                                                         | Evento                         | Primeira fase | Primeira fase | Quartas-de-final | Quartas-de-final | Semifinal   | Semifinal   | Final       | Final       |
| Atleta                                                                                         | Evento                         | Resultado     | Pos.          | Resultado        | Pos.             | Resultado   | Pos.        | Resultado   | Pos.        |
| ---------------------------------------------------------------------------------------------- | ------------------------------ | ------------- | ------------- | ---------------- | ---------------- | ----------- | ----------- | ----------- | ----------- |
| Rodrigo do Nascimento                                                                          | 100 metros                     | —             | —             | 10.24            | 6                | Não avançou | Não avançou | Não avançou | Não avançou |
| Felipe Bardi dos Santos                                                                        | 100 metros                     | Bye           | Bye           | 10.26            | 5                | Não avançou | Não avançou | Não avançou | Não avançou |
| Paulo André de Oliveira                                                                        | 100 metros                     | Bye           | Bye           | 10.17            | 3 Q              | 10.23       | 23          | Não avançou | Não avançou |
| Paulo André de Oliveira                                                                        | 200 metros                     |               |               | —                | —                | Não avançou | Não avançou | Não avançou | Não avançou |
| Aldemir da Silva Junior                                                                        | 200 metros                     | 20.94         | 4             | —                | —                | Não avançou | Não avançou | Não avançou | Não avançou |
| Jorge Vides                                                                                    | 200 metros                     | 20.84         | 6             | —                | —                | Não avançou | Não avançou | Não avançou | Não avançou |
| Lucas Vilar                                                                                    | 200 metros                     | 21.31         | 6             | —                | —                | Não avançou | Não avançou | Não avançou | Não avançou |
| Lucas Carvalho                                                                                 | 400 metros                     | 46.12         | 7             | —                | —                | Não avançou | Não avançou | Não avançou | Não avançou |
| Thiago André                                                                                   | 800 metros                     | 1:47.75       | 8             | —                | —                | Não avançou | Não avançou | Não avançou | Não avançou |
| Thiago André                                                                                   | 1500 metros                    | 3:47.71       | 13            | —                | —                | Não avançou | Não avançou | Não avançou | Não avançou |
| Caio Bonfim                                                                                    | 20 quilômetros marcha atlética | n/a           | n/a           | n/a              | n/a              | n/a         | n/a         | 1:23.21     | 13          |
| Matheus Corrêa                                                                                 | 20 quilômetros marcha atlética | n/a           | n/a           | n/a              | n/a              | n/a         | n/a         | 1:31.47     | 46          |
| Lucas Mazzo                                                                                    | 20 quilômetros marcha atlética | n/a           | n/a           | n/a              | n/a              | n/a         | n/a         | DNF         |             |
| Gabriel Constantino                                                                            | 110 metros com barreiras       | 13.55         | 5 Q           | Bye              | Bye              | 13.89       | 22          | Não avançou | Não avançou |
| Raphael Pereira                                                                                | 110 metros com barreiras       | 13.46         | 3 Q           | Bye              | Bye              | 13.62       | 18          | Não avançou | Não avançou |
| Eduardo de Deus                                                                                | 110 metros com barreiras       | 13.78         | 8             | Bye              | Bye              | Não avançou | Não avançou | Não avançou | Não avançou |
| Alison dos Santos                                                                              | 400 metros com barreiras       | 48.42         | 2 Q           | Bye              | Bye              | 47.31       | 1 Q         | 46.72       | 3           |
| Márcio Teles                                                                                   | 400 metros com barreiras       | 49.70         | 6             | Bye              | Bye              | Não avançou | Não avançou | Não avançou | Não avançou |
| Daniel Chaves                                                                                  | Maratona                       | n/a           | n/a           | n/a              | n/a              | n/a         | n/a         | DNF         |             |
| Paulo Roberto de Paula                                                                         | Maratona                       | n/a           | n/a           | n/a              | n/a              | n/a         | n/a         | 2:26:08     | 49          |
| Daniel Ferreira do Nascimento                                                                  | Maratona                       | n/a           | n/a           | n/a              | n/a              | n/a         | n/a         | DNF         |             |
| Altobeli da Silva                                                                              | 3000 metros com obstáculos     | 8:29.17       | 9             | n/a              | n/a              | n/a         | n/a         | Não avançou | Não avançou |
| Paulo André de Oliveira Felipe Bardi dos Santos Rodrigo do Nascimento Derick Silva Jorge Vides | Revezamento 4x100 metros       | 38.34         | 12            | n/a              | n/a              | Não avançou | Não avançou | Não avançou | Não avançou |

Campo
| Atleta                  | Evento             | Qualificação | Qualificação | Final       | Final       |
| Atleta                  | Evento             | Distância    | Pos.         | Distância   | Pos.        |
| ----------------------- | ------------------ | ------------ | ------------ | ----------- | ----------- |
| Thiago Braz da Silva    | Salto com vara     | 5.75         | 8 Q          | 5.87        | 3           |
| Augusto de Oliveira     | Salto com vara     | 5.65         | 16           | Não avançou | Não avançou |
| Fernando Ferreira       | Salto em altura    | 2.21         | 21           | Não avançou | Não avançou |
| Thiago Moura            | Salto em altura    | 2.21         | 21           | Não avançou | Não avançou |
| Samory Fraga            | Salto em distância | 7.88         | 16           | Não avançou | Não avançou |
| Alexsandro Melo         | Salto em distância | 6.95         | 29           | Não avançou | Não avançou |
| Alexsandro Melo         | Salto triplo       | 15.65        | 12           | Não avançou | Não avançou |
| Almir dos Santos Júnior | Salto triplo       | 16.27        | 13           | Não avançou | Não avançou |
| Mateus de Sá            | Salto triplo       | 16.49        | 10           | Não avançou | Não avançou |
| Darlan Romani           | Arremesso de peso  | 21.31        | 4 Q          | 21.88       | 4           |

Eventos combinados - Decatlo
| Atleta            | Evento    | 100 m | SD   | AP    | SA   | 400 m | 110B  | AD    | SV   | LD    | 1500 m  | Final | Pos. |
| ----------------- | --------- | ----- | ---- | ----- | ---- | ----- | ----- | ----- | ---- | ----- | ------- | ----- | ---- |
| Felipe dos Santos | Resultado | 10.58 | 7.38 | 14.13 | 2.02 | 49.31 | 14.58 | 39.91 | 4.60 | 54.56 | 4:52.40 | 7880  | 18   |
| Felipe dos Santos | Pontos    | 956   | 905  | 736   | 822  | 847   | 901   | 663   | 790  | 656   | 604     | 7880  | 18   |

Misto
| Atleta | Evento                   | Primeira Fase | Primeira Fase | Final       | Final       |
| Atleta | Evento                   | Resultado     | Pos.          | Resultado   | Pos.        |
| --- | ------------------------ | ------------- | ------------- | ----------- | ----------- |
| Pedro Burmann Anderson Henriques Tabata Vitorino Tiffani Marinho João Henrique Cabral (R) Geisa Coutinho (R) | Revezamento 4x400 metros | 3:15.89       | 14            | Não avançou | Não avançou |

Feminino
Pista e estrada
| Atleta                                                                                     | Evento                | Preliminar | Preliminar | Primeira Fase | Primeira Fase | Semifinal   | Semifinal   | Final       | Final       |
| Atleta                                                                                     | Evento                | Resultado  | Pos.       | Resultado     | Pos.          | Resultado   | Pos.        | Resultado   | Pos.        |
| ------------------------------------------------------------------------------------------ | --------------------- | ---------- | ---------- | ------------- | ------------- | ----------- | ----------- | ----------- | ----------- |
| Rosângela Santos                                                                           | 100 m                 | 11.33      | 5          | —             | —             | Não avançou | Não avançou | Não avançou | Não avançou |
| Vitória Cristina Rosa                                                                      | 100 m                 | DNS        | 8          | —             | —             | Não avançou | Não avançou | Não avançou | Não avançou |
| Vitória Cristina Rosa                                                                      | 200 m                 | 23.59      | 7          | —             | —             | Não avançou | Não avançou | Não avançou | Não avançou |
| Ana Carolina Azevedo                                                                       | 200 m                 | 23.20      | 5          | —             | —             | Não avançou | Não avançou | Não avançou | Não avançou |
| Tiffani Marinho                                                                            | 400 m                 | 52.11      | 5          | —             | —             | Não avançou | Não avançou | Não avançou | Não avançou |
| Ketiley Batista                                                                            | 100 m com barreiras   | 13.40      | 7          | —             | —             | Não avançou | Não avançou | Não avançou | Não avançou |
| Chayenne da Silva                                                                          | 400 m com barreiras   | 57.55      | 8          | —             | —             | Não avançou | Não avançou | Não avançou | Não avançou |
| Tatiane Raquel da Silva                                                                    | 3000 m com obstáculos | 9:36.43    | 7          | —             | —             | —           | —           | Não avançou | Não avançou |
| Simone Ferraz                                                                              | 3000 m com obstáculos | 10:00.92   | 14         | —             | —             | —           | —           | Não avançou | Não avançou |
| Érica de Sena                                                                              | 20 km marcha atlética | —          | —          | —             | —             | —           | —           | 1:31:39     | 11          |
| Ana Carolina Azevedo Ana Cláudia Lemos Bruna Farias Rosângela Santos Vitória Cristina Rosa | Revezamento 4x100 m   | 43.15      | 11         | —             | —             | —           | —           | Não avançou | Não avançou |

Campo
| Atleta               | Evento               | Qualificação | Qualificação | Final       | Final       |
| Atleta               | Evento               | Distância    | Pos.         | Distância   | Pos.        |
| -------------------- | -------------------- | ------------ | ------------ | ----------- | ----------- |
| Geisa Arcanjo        | Arremesso de peso    | 16.46        | 29           | Não avançou | Não avançou |
| Eliane Martins       | Salto em distância   | 6.43         | 18           | Não avançou | Não avançou |
| Nubia Soares         | Salto triplo         | 14.07        | 17           | Não avançou | Não avançou |
| Andressa de Morais   | Lançamento de discos | 58.90        | 20           | Não avançou | Não avançou |
| Izabela da Silva     | Lançamento de discos | 61.52        | 12 Q         | 60.39       | 11          |
| Fernanda Martins     | Lançamento de discos | 57.90        | 24           | Não avançou | Não avançou |
| Laila Ferrer e Silva | Lançamento de dardo  | 59.47        | 18           | Não avançou | Não avançou |
| Jucilene Lima        | Lançamento de dardo  | 60.14        | 15           | Não avançou | Não avançou |

## Badminton
Masculino
| Atleta                  | Evento  | Fase de Grupos       | Fase de Grupos       | Fase de Grupos | Eliminação           | Quartas              | Semifinal            | Final                |
| Atleta                  | Evento  | Adversário resultado | Adversário resultado | Pos.           | Adversário resultado | Adversário resultado | Adversário resultado | Adversário resultado |
| ----------------------- | ------- | -------------------- | -------------------- | -------------- | -------------------- | -------------------- | -------------------- | -------------------- |
| Ygor Coelho de Oliveira | Simples | MRI Paul V 2-0       | JPN Tsuneyama D 0-2  | 2º             | Não avançou          | Não avançou          | Não avançou          | Não avançou          |

  .
Feminino
| Atleta           | Evento  | Fase de Grupos       | Fase de Grupos       | Fase de Grupos | Eliminação           | Quartas              | Semifinal            | Final                |
| Atleta           | Evento  | Adversário resultado | Adversário resultado | Pos.           | Adversário resultado | Adversário resultado | Adversário resultado | Adversário resultado |
| ---------------- | ------- | -------------------- | -------------------- | -------------- | -------------------- | -------------------- | -------------------- | -------------------- |
| Fabiana da Silva | Simples | UKR Ulitina D 0-2    | USA Zhang D 0-2      | 3º             | Não avançou          | Não avançou          | Não avançou          | Não avançou          |

## Boxe
No boxe não existe a disputa por medalha de bronze. Os atletas que chegam às semifinais garantem uma medalha automaticamente.
Masculino
| Atleta                | Evento | Fase de 32           | Oitavas              | Quartas              | Semifinais            | Final                | Final       |
| Atleta                | Evento | Adversário resultado | Adversário resultado | Adversário resultado | Adversário resultado  | Adversário resultado | Pos.        |
| --------------------- | ------ | -------------------- | -------------------- | -------------------- | --------------------- | -------------------- | ----------- |
| Wanderson de Oliveira | -63 kg | ROT Salamana V 5-0   | BLR Asanau V 3-2     | CUB Cruz D 1–4       | Não avançou           | Não avançou          | Não avançou |
| Hebert Conceição      | -75 kg | Bye                  | CHN Tuoheta V 3–2    | KAZ Amankul V 3–2    | ROC Gleb Bakshi V 4–1 | UKR Khyzhniak V KO   | 1           |
| Keno Machado          | -81 kg | Bye                  | CHN Daxiang V5-0     | GBR Whittaker D 2–3  | Não avançou           | Não avançou          | Não avançou |
| Abner Teixeira        | -91 kg | Bye                  | GBR Clarke V 4-1     | JOR Iashaish V5-0    | CUB La Cruz D 1–4     | Não avançou          | 3           |

Feminino
| Atleta           | Evento | Fase de 32           | Oitavas               | Quartas              | Semifinais           | Final                | Final       |
| Atleta           | Evento | Adversário resultado | Adversário resultado  | Adversário resultado | Adversário resultado | Adversário resultado | Pos.        |
| ---------------- | ------ | -------------------- | --------------------- | -------------------- | -------------------- | -------------------- | ----------- |
| Beatriz Ferreira | -60 kg | Bye                  | TPE Shin-yi V 5-0     | UZB Kodirova V 5-0   | FIN Potkonen V 5–0   | IRL Harrington D 0-5 | 2           |
| Graziele Jesus   | -51 kg | Bye                  | JPN Namiki D 0–5      | Não avançou          | Não avançou          | Não avançou          | Não avançou |
| Jucielen Romeu   | -57 kg | Bye                  | GBR Artingstall D 0-5 | Não avançou          | Não avançou          | Não avançou          | Não avançou |

## Canoagem

### Slalom
Os canoístas brasileiros se classificaram para cada uma das seguintes classes no Campeonato Mundial ICF de Canoagem Slalom de 2019 em La Seu d'Urgell, Espanha.
| Atleta         | Evento        | Fase Preliminar | Fase Preliminar | Fase Preliminar | Fase Preliminar | Fase Preliminar | Fase Preliminar | Semifinal | Semifinal | Final       | Final       |
| Atleta         | Evento        | Descida 1       | Posição         | Descida 2       | Posição         | Melhor          | Posição         | Tempo     | Posição   | Tempo       | Posição     |
| -------------- | ------------- | --------------- | --------------- | --------------- | --------------- | --------------- | --------------- | --------- | --------- | ----------- | ----------- |
| Pepe Gonçalves | K-1 masculino | 98.13           | 15              | 92.91           | 10              | 92.91           | 10 Q            | 104.33    | 19        | Não avançou | Não avançou |
| Ana Sátila     | C-1 feminino  | 120.56          | 11              | 109.90          | 4               | 109.90          | 4 Q             | 114.27    | 3 Q       | 164.71      | 10          |
| Ana Sátila     | K-1 feminino  | 108.22          | 5               | 106.82          | 7               | 106.82          | 7 Q             | 114.62    | 13        | Não avançou | Não avançou |

### Velocidade
Masculino
| Atleta                         | Evento     | Preliminar | Preliminar | Quartas de final | Quartas de final | Semifinais  | Semifinais  | Final       | Final       |
| Atleta                         | Evento     | Tempo      | Posição    | Tempo            | Posição          | Tempo       | Posição     | Tempo       | Posição     |
| ------------------------------ | ---------- | ---------- | ---------- | ---------------- | ---------------- | ----------- | ----------- | ----------- | ----------- |
| Vagner Souta                   | K-1 1000 m | 3:57.18    | 5          | 3:52.402         | 3                | Não avançou | Não avançou | Não avançou | Não avançou |
| Isaquias Queiroz               | C-1 1000 m | 3:59.894   | 1 Q        | n/a              | n/a              | 4:05.579    | 1 FA        | 4:04.408    | 1           |
| Jacky Godmann                  | C-1 1000 m | 4:24.732   | 4 Q        | 4:18.208         | 6                | Não avançou | Não avançou | Não avançou | Não avançou |
| Jacky Godmann Isaquias Queiroz | C-2 1000 m | 3:48.378   | 3          | 3:48.611         | 1 Q              | 3:27.167    | 4 Q         | 3:42.57     | 4           |

Quartas de final: fase necessária somente caso não passe em primeiro ou segundo colocado na fase preliminar.

## Ciclismo

### BMX
Masculino
| Atleta         | Evento        | Premilinares | Premilinares | Quartas | Quartas | Semifinal | Semifinal | Final       | Final |
| Atleta         | Evento        | Tempo        | Pos.         | Pontos  | Pos.    | Pontos    | Pos.      | Tempo       | Pos.  |
| -------------- | ------------- | ------------ | ------------ | ------- | ------- | --------- | --------- | ----------- | ----- |
| Renato Rezende | BMX Masculino | —            | —            | 10      | 3       | 20        | 7         | Não avançou |       |

Feminino
| Priscilla Carnaval | BMX Feminino | 18 | 6 | Não avançou |

### Mountain Bike
Masculino
| Atleta            | Evento        | Final   | Final   |
| Atleta            | Evento        | Tempo   | Posição |
| ----------------- | ------------- | ------- | ------- |
| Henrique Avancini | Cross country | 1:28:09 | 13      |
| Luiz Cocuzzi      | Cross country | 1:32:21 | 27      |

Feminino
| Atleta           | Evento        | Final  | Final   |
| Atleta           | Evento        | Tempo  | Posição |
| ---------------- | ------------- | ------ | ------- |
| Jaqueline Mourão | Cross country | -2 LAP | 35      |

## Esgrima
Masculino
| Atleta          | Evento             | Fase de 64           | Fase de 32           | Oitavas de final     | Quartas de final     | Semifinais           | Final                | Final       |
| Atleta          | Evento             | Adversário resultado | Adversário resultado | Adversário resultado | Adversário resultado | Adversário resultado | Adversário resultado | Pos.        |
| --------------- | ------------------ | -------------------- | -------------------- | -------------------- | -------------------- | -------------------- | -------------------- | ----------- |
| Guilherme Toldo | Florete individual | Bye                  | JPN Saito D 10-15    | Não avançou          | Não avançou          | Não avançou          | Não avançou          | Não avançou |

Feminino
| Atleta               | Evento            | Fase de 64           | Fase de 32             | Oitavas de final     | Quartas de final     | Semifinais           | Final                | Final       |             |
| Atleta               | Evento            | Adversário resultado | Adversário resultado   | Adversário resultado | Adversário resultado | Adversário resultado | Adversário resultado | Pos.        |             |
| -------------------- | ----------------- | -------------------- | ---------------------- | -------------------- | -------------------- | -------------------- | -------------------- | ----------- | ----------- |
| Nathalie Moellhausen | Espada individual | Bye                  | ITA R. Fiamingo D 9-10 | Não avançou          | Não avançou          | Não avançou          | Não avançou          | Não avançou | Não avançou |

## Futebol
Masculino
| Nº         | Nome               | Clube                | Idade    | Jogos    | Gols     |
| Goleiros   | Goleiros           | Goleiros             | Goleiros | Goleiros | Goleiros |
| ---------- | ------------------ | -------------------- | -------- | -------- | -------- |
| 1          | Santos*            | Athletico Paranaense | 31       | 0        | 0        |
| 12         | Brenno             | Grêmio               | 22       | 0        | 0        |
| 22         | Lucão              | Vasco da Gama        | 20       | 0        | 0        |
| Defensores |                    |                      |          |          |          |
| 2          | Gabriel Menino     | Palmeiras            | 20       | 0        | 0        |
| 3          | Diego Carlos*      | Sevilla              | 28       | 0        | 0        |
| 4          | Ricardo Graça      | Vasco da Gama        | 24       | 0        | 0        |
| 6          | Guilherme Arana    | Atlético Mineiro     | 24       | 0        | 0        |
| 13         | Daniel Alves*      | São Paulo            | 38       | 0        | 0        |
| 14         | Bruno Fuchs        | CSKA Moscou          | 22       | 0        | 0        |
| 15         | Nino               | Fluminense           | 24       | 0        | 0        |
| 16         | Abner              | Athletico Paranaense | 21       | 0        | 0        |
| Meias      |                    |                      |          |          |          |
| 5          | Douglas Luiz       | Aston Villa          | 23       | 0        | 0        |
| 8          | Bruno Guimarães    | Lyon                 | 23       | 0        | 0        |
| 18         | Matheus Henrique   | Grêmio               | 23       | 0        | 0        |
| 19         | Reinier            | Borussia Dortmund    | 19       | 0        | 0        |
| 20         | Claudinho          | Red Bull Bragantino  | 24       | 0        | 0        |
| Atacantes  |                    |                      |          |          |          |
| 7          | Paulinho           | Bayer Leverkusen     | 20       | 0        | 0        |
| 9          | Matheus Cunha      | Hertha Berlim        | 22       | 0        | 0        |
| 10         | Richarlison        | Everton              | 24       | 0        | 0        |
| 11         | Antony             | Ajax                 | 21       | 0        | 0        |
| 17         | Malcom             | Zenit                | 24       | 0        | 0        |
| 21         | Gabriel Martinelli | Arsenal              | 20       | 0        | 0        |
| Treinador  |                    |                      |          |          |          |
|            | André Jardine      |                      | 41       |          |          |

* Asterisco indica os três jogadores permitidos com idade superior a 24 anos.
Fase de Grupos
| Pos. | Seleção         | Pts | J | V | E | D | GP | GC | SG |
| ---- | --------------- | --- | - | - | - | - | -- | -- | -- |
| 1    | Brasil          | 7   | 3 | 2 | 1 | 0 | 7  | 3  | +4 |
| 2    | Costa do Marfim | 5   | 3 | 1 | 2 | 0 | 3  | 2  | +1 |
| 3    | Alemanha        | 4   | 3 | 1 | 1 | 1 | 6  | 7  | −1 |
| 4    | Arábia Saudita  | 0   | 3 | 0 | 0 | 3 | 4  | 8  | −4 |

| 22 de julho | Brasil                                    | 4 – 2     | Alemanha             | Estádio Internacional de Yokohama, Yokohama |
| 20:30       | Richarlison 7', 22', 30' · Paulinho 90+5' | Relatório | Amiri 57' · Ache 84' | Árbitro: ESA Iván Barton                    |

| 25 de julho | Brasil | 0 – 0     | Costa do Marfim | Estádio Internacional de Yokohama, Yokohama |
| 17:30       |        | Relatório |                 | Árbitro: USA Ismail Elfath                  |

| 28 de julho | Arábia Saudita | 1 – 3     | Brasil                                     | Estádio Saitama 2002, Saitama      |
| 17:00       | Al-Amri 27'    | Relatório | Matheus Cunha 14' · Richarlison 76', 90+3' | Árbitro: ETH Bamlak Tessema Weyesa |

Quartas-de-final
| 31 de julho | Brasil            | 1 – 0     | Egito | Estádio Saitama 2002, Saitama |
| 19:00       | Matheus Cunha 37' | Relatório |       | Árbitro: AUS Chris Beath      |

Semifinal
| 3 de agosto | México | 0 – 0 (pro) | Brasil | Estádio Kashima, Kashima    |
| 17:00       |        | Relatório   |        | Árbitro: BUL Georgi Kabakov |

|                           |       | Penalidades                                     |  |
| Aguirre Vásquez Rodríguez | 1 – 4 | Daniel Alves Martinelli Bruno Guimarães Reinier |  |

Final
| 7 de agosto | Brasil                            | 2 – 1 (pro) | Espanha       | Estádio Internacional de Yokohama, Yokohama |
| 20:30       | Matheus Cunha 45+2' · Malcom 109' | Relatório   | Oyarzabal 59' | Árbitro: AUS Chris Beath                    |

| Brasil | Espanha |

| G             | 1  | Santos           |     |      |
| LD            | 13 | Daniel Alves     |     |      |
| Z             | 15 | Nino             |     |      |
| Z             | 3  | Diego Carlos     |     |      |
| LE            | 6  | Guilherme Arana  | 20' |      |
| V             | 5  | Douglas Luiz     | 89' |      |
| V             | 8  | Bruno Guimarães  |     |      |
| M             | 11 | Antony           |     | 112' |
| M             | 20 | Claudinho        |     | 106' |
| A             | 9  | Matheus Cunha    | 64' | 91'  |
| A             | 10 | Richarlison      | 31' | 114' |
| Substitutos:  |    |                  |     |      |
| G             | 12 | Brenno           |     |      |
| Z             | 4  | Ricardo Graça    |     |      |
| M             | 2  | Gabriel Menino   |     | 112' |
| M             | 18 | Matheus Henrique |     |      |
| M             | 19 | Reinier          |     | 106' |
| A             | 7  | Paulinho         |     | 114' |
| A             | 17 | Malcom           |     | 91'  |
| Treinador:    |    |                  |     |      |
| André Jardine |    |                  |     |      |

| G                 | 1  | Unai Simón       |        |      |
| LD                | 18 | Óscar Gil        |        | 91'  |
| Z                 | 12 | Eric García      | 27'    |      |
| Z                 | 4  | Pau Torres       |        |      |
| LE                | 3  | Marc Cucurella   |        | 91'  |
| V                 | 6  | Martín Zubimendi |        | 112' |
| M                 | 8  | Mikel Merino     |        | 46'  |
| M                 | 16 | Pedri            |        |      |
| A                 | 7  | Marco Asensio    |        | 46'  |
| A                 | 11 | Mikel Oyarzabal  |        | 104' |
| A                 | 19 | Dani Olmo        |        |      |
| Substitutos:      |    |                  |        |      |
| G                 | 13 | Álvaro Fernández |        |      |
| Z                 | 5  | Jesús Vallejo    |        | 91'  |
| Z                 | 20 | Juan Miranda     |        | 91'  |
| M                 | 14 | Carlos Soler     |        | 46'  |
| M                 | 15 | Jon Moncayola    |        | 112' |
| M                 | 21 | Bryan Gil        | 105+1' | 46'  |
| A                 | 9  | Rafa Mir         |        | 104' |
| Treinador:        |    |                  |        |      |
| Luis de la Fuente |    |                  |        |      |

| Bandeirinhas: Anton Schetinin (Austrália) George Lakrindis (Austrália) Quarto árbitro: Artur Soares Dias (Portugal) Árbitro assistente reserva: Rui Tavares (Portugal) Árbitro de vídeo: Abdulla Al-Marri (Catar) Assistente do árbitro de vídeo: Muhammad Taqi (Singapura) Chris Penso (Estados Unidos) |

Feminino
| Nº         | Nome               | Clube                  | Idade    | Jogos    | Gols     |
| Goleiros   | Goleiros           | Goleiros               | Goleiros | Goleiros | Goleiros |
| ---------- | ------------------ | ---------------------- | -------- | -------- | -------- |
| 1          | Bárbara            | Kindermann             | 33       | 0        | 0        |
| 18         | Lelê               | Benfica                | 26       | 0        | 0        |
| 22         | Aline Reis         | Granadilla             | 32       | 0        | 0        |
| Defensores |                    |                        |          |          |          |
| 2          | Poliana            | Corinthians            | 30       | 0        | 0        |
| 3          | Érika              | Corinthians            | 33       | 0        | 0        |
| 4          | Rafaelle           | Palmeiras              | 30       | 0        | 0        |
| 6          | Tamires            | Corinthians            | 33       | 0        | 0        |
| 13         | Bruna Benites      | Internacional          | 35       | 0        | 0        |
| 14         | Jucinara           | Levante                | 27       | 0        | 0        |
| 19         | Letícia Santos     | 1. FFC Frankfurt       | 26       | 0        | 0        |
| Meias      |                    |                        |          |          |          |
| 5          | Júlia Bianchi      | Palmeiras              | 23       | 0        | 0        |
| 7          | Duda Francelino    | São Paulo              | 26       | 0        | 0        |
| 8          | Formiga            | São Paulo              | 43       | 0        | 0        |
| 9          | Debinha            | North Carolina Courage | 24       | 0        | 0        |
| 10         | Marta              | Orlando Pride          | 35       | 0        | 0        |
| 11         | Angelina           | OL Reign               | 21       | 0        | 0        |
| 17         | Andressinha        | Corinthians            | 26       | 0        | 0        |
| Atacantes  |                    |                        |          |          |          |
| 12         | Ludmila            | Atlético de Madrid     | 26       | 0        | 0        |
| 15         | Geyse Ferreira     | Madrid CFF             | 23       | 0        | 0        |
| 16         | Bia Zaneratto      | Palmeiras              | 27       | 0        | 0        |
| 20         | Giovanna Crivelari | Levante                | 18       | 0        | 0        |
| 21         | Andressa Alves     | Roma                   | 28       | 0        | 0        |
| Treinadora |                    |                        |          |          |          |
|            | Pia Sundhage       |                        | 61       |          |          |

Fase de Grupos
| Pos. | Seleção       | Pts | J | V | E | D | GP | GC | SG  |
| ---- | ------------- | --- | - | - | - | - | -- | -- | --- |
| 1    | Países Baixos | 7   | 3 | 2 | 1 | 0 | 21 | 8  | +13 |
| 2    | Brasil        | 7   | 3 | 2 | 1 | 0 | 9  | 3  | +6  |
| 3    | Zâmbia        | 1   | 3 | 0 | 1 | 2 | 7  | 15 | −8  |
| 4    | China         | 1   | 3 | 0 | 1 | 2 | 6  | 17 | −11 |

| 21 de julho | China | 0 – 5     | Brasil                                                          | Estádio de Miyagi, Rifu                     |
| 17:00       |       | Relatório | Marta 9', 74' · Debinha 22' · Andressa 82' (pen.) · Beatriz 89' | Público: 1 645 Árbitro: UKR Kateryna Monzul |

| 24 de julho | Países Baixos                    | 3 – 3     | Brasil                                       | Estádio de Miyagi, Rifu                   |
| 20:00       | Miedema 3', 59' · D. Janssen 79' | Relatório | Debinha 16' · Marta 65' (pen.) · Ludmila 68' | Público: 2 621 Árbitro: AUS Kate Jacewicz |

| 27 de julho | Brasil       | 1 – 0     | Zâmbia | Estádio Saitama 2002, Saitama  |
| 20:30       | Andressa 19' | Relatório |        | Árbitro: JPN Yoshimi Yamashita |

Quartas-de-final
| 30 de julho | Canadá | 0 – 0 (pro) | Brasil | Estádio de Miyagi, Rifu                        |
| 17:00       |        | Relatório   |        | Público: 3 403 Árbitro: FRA Stéphanie Frappart |

|                                       |       | Penalidades                           |  |
| Sinclair Fleming Lawrence Leon Gilles | 4 – 3 | Marta Debinha Érika Andressa Rafaelle |  |

## Ginástica

### Ginástica Artística
No Campeonato Mundial de Ginástica Artística de 2019 em Stuttgart, Alemanha, o time masculino reservou uma das nove vagas restantes na equipe geral, enquanto Flávia Saraiva, que participou das Olimpíadas Rio 2016, liderou a lista dos aptos à qualificação para garantir uma vaga nos eventos femininos de individual geral e por aparelho. O Brasil não conseguiu classificar uma seleção feminina pela primeira vez desde 2000. Além disso, Rebeca Andrade e Diogo Soares conquistaram uma das duas vagas continentais disponíveis por gênero na competição de individual geral do Campeonato Pan-Americano de 2021 no Rio de Janeiro. No total, o Brasil classificou sete ginastas: cinco homens e duas mulheres.
Masculino
Equipe
| Atleta            | Evento | Qualificatória | Qualificatória | Qualificatória | Qualificatória | Qualificatória | Qualificatória | Qualificatória | Qualificatória | Final    | Final    | Final    | Final    | Final    | Final    | Final | Final |
| Atleta            | Evento | Aparelho       | Aparelho       | Aparelho       | Aparelho       | Aparelho       | Aparelho       | Total          | Pos.           | Aparelho | Aparelho | Aparelho | Aparelho | Aparelho | Aparelho | Total | Pos.  |
| Atleta            | Evento | So             | CA             | Ar             | S              | BP             | BF             | Total          | Pos.           | So       | CA       | Ar       | S        | BP       | BF       | Total | Pos.  |
| ----------------- | ------ | -------------- | -------------- | -------------- | -------------- | -------------- | -------------- | -------------- | -------------- | -------- | -------- | -------- | -------- | -------- | -------- | ----- | ----- |
| Caio Souza        | Equipe | 13.966         | 13.400         | 14.333         | 14.600 Q       | 14.533         | 13.466         | 84.298         | 18 Q           | N/A      | N/A      | N/A      | N/A      | N/A      | N/A      | N/A   | N/A   |
| Diogo Soares      | Equipe | 14.200         | 12.800         | 13.133         | 14.066         | 13.900         | 13.233         | 81.332         | 36 Q           | N/A      | N/A      | N/A      | N/A      | N/A      | N/A      | N/A   | N/A   |
| Arthur Mariano    | Equipe | 12.800         | -              | -              | 13.500         | -              | 14.133         | DNF            | DNF            | N/A      | N/A      | N/A      | N/A      | N/A      | N/A      | N/A   | N/A   |
| Francisco Barreto | Equipe | 13.000         | 13.200         | 13.200         | 13.466         | 14.000         | 13.833         | 80.699         | 42             | N/A      | N/A      | N/A      | N/A      | N/A      | N/A      | N/A   | N/A   |
| Total             | Equipe | 41.166         | 39.400         | 40.666         | 42.166         | 42.433         | 41.432         | 247.263        | 9              | N/A      | N/A      | N/A      | N/A      | N/A      | N/A      | N/A   | N/A   |

Individual
| Atleta         | Evento           | Qualificatória               | Qualificatória               | Qualificatória               | Qualificatória               | Qualificatória               | Qualificatória               | Qualificatória               | Qualificatória               | Final    | Final    | Final    | Final    | Final    | Final    | Final  | Final |
| Atleta         | Evento           | Aparelho                     | Aparelho                     | Aparelho                     | Aparelho                     | Aparelho                     | Aparelho                     | Total                        | Pos.                         | Aparelho | Aparelho | Aparelho | Aparelho | Aparelho | Aparelho | Total  | Pos.  |
| Atleta         | Evento           | So                           | CA                           | Ar                           | S                            | BP                           | BF                           | Total                        | Pos.                         | So       | CA       | Ar       | S        | BP       | BF       | Total  | Pos.  |
| -------------- | ---------------- | ---------------------------- | ---------------------------- | ---------------------------- | ---------------------------- | ---------------------------- | ---------------------------- | ---------------------------- | ---------------------------- | -------- | -------- | -------- | -------- | -------- | -------- | ------ | ----- |
| Diogo Soares   | Individual geral | Veja os resultados da equipe | Veja os resultados da equipe | Veja os resultados da equipe | Veja os resultados da equipe | Veja os resultados da equipe | Veja os resultados da equipe | Veja os resultados da equipe | Veja os resultados da equipe | 14.133   | 12.833   | 13.233   | 13.833   | 13.700   | 13.466   | 81.198 | 20    |
| Caio Souza     | Individual geral | Veja os resultados da equipe | Veja os resultados da equipe | Veja os resultados da equipe | Veja os resultados da equipe | Veja os resultados da equipe | Veja os resultados da equipe | Veja os resultados da equipe | Veja os resultados da equipe | 12.933   | 12.133   | 14.500   | 14.200   | 14.500   | 13.266   | 81.532 | 17    |
| Caio Souza     | Salto            | N/A                          | N/A                          | N/A                          | 14.600                       | N/A                          | N/A                          | 14.600                       | 7 Q                          | N/A      | N/A      | N/A      | 13.683   | N/A      | N/A      | 13.683 | 8     |
| Arthur Zanetti | Argolas          | N/A                          | N/A                          | 14.900                       | N/A                          | N/A                          | N/A                          | 14.900                       | 5 Q                          | N/A      | N/A      | 14.133   | N/A      | N/A      | N/A      | 14.133 | 8     |

Feminino
| Atleta         | Evento           | Qualificatória | Qualificatória | Qualificatória | Qualificatória | Qualificatória | Qualificatória | Final    | Final    | Final    | Final    | Final  | Final |
| Atleta         | Evento           | Aparelho       | Aparelho       | Aparelho       | Aparelho       | Total          | Pos.           | Aparelho | Aparelho | Aparelho | Aparelho | Total  | Pos.  |
| Atleta         | Evento           | S              | BA             | Tr             | So             | Total          | Pos.           | S        | BA       | Tr       | So       | Total  | Pos.  |
| -------------- | ---------------- | -------------- | -------------- | -------------- | -------------- | -------------- | -------------- | -------- | -------- | -------- | -------- | ------ | ----- |
| Rebeca Andrade | Individual geral | 15.400 Q       | 14.200         | 13.733         | 14.066 Q       | 57.399         | 2 Q            | 15.300   | 14.666   | 13.666   | 13.666   | 57.298 | 2     |
| Flávia Saraiva | Individual geral | N/A            | N/A            | 13.966 Q       | 12.066         | N/A            | N/A            | N/A      | N/A      | N/A      | N/A      | N/A    | N/A   |
| Rebeca Andrade | Salto            | 15.100         | N/A            | N/A            | N/A            | 15.100         | 3 Q            | 15.083   | N/A      | N/A      | N/A      | 15.083 | 1     |
| Rebeca Andrade | Solo             | N/A            | N/A            | N/A            | 14.066         | 14.066         | 4 Q            | N/A      | N/A      | N/A      | 14.033   | 14.033 | 5     |
| Flávia Saraiva | Trave            | N/A            | N/A            | 13.966         | —              | 13.966         | 9 Q            | N/A      | N/A      | 13.133   | N/A      | 13.133 | 7     |

### Ginástica rítmica
O Brasil convocou uma equipe de ginastas rítmicas para competir nas Olimpíadas, ao conquistar a medalha de ouro na competição por equipes no Campeonato Pan-Americano de 2021, no Rio de Janeiro.
| Atleta                                                                      | Evento  | Qualificação | Qualificação    | Qualificação | Qualificação | Final       | Final           | Final       | Final       |
| Atleta                                                                      | Evento  | 5 bolas      | 3 fitas 2 arcos | Total        | Pos.         | 5 bolas     | 3 fitas 2 arcos | Total       | Pos.        |
| --------------------------------------------------------------------------- | ------- | ------------ | --------------- | ------------ | ------------ | ----------- | --------------- | ----------- | ----------- |
| Duda Arakaki Beatriz Linhares Déborah Medrado Nicole Pircio Geovanna Santos | Equipes | 35.450       | 37.800          | 73.250       | 12           | Não avançou | Não avançou     | Não avançou | Não avançou |

## Handebol
Masculino
Fase de Grupos
| Pos | Equipe    | Pts | J | V | E | D | GP  | GC  | SG  |
| --- | --------- | --- | - | - | - | - | --- | --- | --- |
| 1   | França    | 8   | 5 | 4 | 0 | 1 | 162 | 148 | +14 |
| 2   | Espanha   | 8   | 5 | 4 | 0 | 1 | 155 | 142 | +13 |
| 3   | Alemanha  | 6   | 5 | 3 | 0 | 2 | 146 | 131 | +15 |
| 4   | Noruega   | 6   | 5 | 3 | 0 | 2 | 136 | 132 | +4  |
| 5   | Brasil    | 2   | 5 | 1 | 0 | 4 | 128 | 145 | −17 |
| 6   | Argentina | 0   | 5 | 0 | 0 | 5 | 125 | 154 | −29 |

| 24 de Julho de 2021 09:00 | Noruega   | 27-24     | Brasil    | Yoyogi National Gymnasium, Tóquio Árbitros: CZE Vaclav Horacek CZE Jiri Novotny |
| 24 de Julho de 2021 09:00 | Sagosen 8 | (12–13)   | Langaro 5 | Yoyogi National Gymnasium, Tóquio Árbitros: CZE Vaclav Horacek CZE Jiri Novotny |
| 24 de Julho de 2021 09:00 |           | Relatório | 6× 1×     | Yoyogi National Gymnasium, Tóquio Árbitros: CZE Vaclav Horacek CZE Jiri Novotny |

| 26 de Julho de 2021 09:00 | Brasil   | 29-34     | França                       | Yoyogi National Gymnasium, Tóquio Árbitros: SWE Mirza Kurtagic SWE Mattias Wetterwik |
| 26 de Julho de 2021 09:00 | Dutra 10 | (13-16)   | Tournat, Karabatic, Guigou 4 | Yoyogi National Gymnasium, Tóquio Árbitros: SWE Mirza Kurtagic SWE Mattias Wetterwik |
| 26 de Julho de 2021 09:00 | 3× 1×    | Relatório | 2×                           | Yoyogi National Gymnasium, Tóquio Árbitros: SWE Mirza Kurtagic SWE Mattias Wetterwik |

| 28 de Julho de 2021 19:30 | Brasil  | 25–32     | Espanha | Yoyogi National Gymnasium, Tóquio Árbitros: DEN Mads Hansen DEN Jesper Madsen |
| 28 de Julho de 2021 19:30 | Silva 6 | (16–18)   | Solé 5  | Yoyogi National Gymnasium, Tóquio Árbitros: DEN Mads Hansen DEN Jesper Madsen |
| 28 de Julho de 2021 19:30 | 4×      | Relatório | 1×      | Yoyogi National Gymnasium, Tóquio Árbitros: DEN Mads Hansen DEN Jesper Madsen |

| 30 de Julho de 2021 09:00 | Argentina | 23-25     | Brasil     | Yoyogi National Gymnasium, Tóquio Árbitros: SLO Bojan Lah SLO David Sok |
| 30 de Julho de 2021 09:00 | Silva 7   | (7-14)    | Martinez 6 | Yoyogi National Gymnasium, Tóquio Árbitros: SLO Bojan Lah SLO David Sok |
| 30 de Julho de 2021 09:00 | 4× 2× 1×  | Relatório | 5× 1×      | Yoyogi National Gymnasium, Tóquio Árbitros: SLO Bojan Lah SLO David Sok |

| 01 de Agosto de 2021 19:30 | Alemanha          | 29-25     | Brasil  | Yoyogi National Gymnasium, Tóquio Árbitros: CZE Vaclav Horacek CZE Jiri Novotny |
| 01 de Agosto de 2021 19:30 | Knorr, Weinhold 6 | (16–12)   | Dutra 7 | Yoyogi National Gymnasium, Tóquio Árbitros: CZE Vaclav Horacek CZE Jiri Novotny |
| 01 de Agosto de 2021 19:30 | 3× 1×             | Relatório | 2×      | Yoyogi National Gymnasium, Tóquio Árbitros: CZE Vaclav Horacek CZE Jiri Novotny |

Feminino
Fase de Grupos
| Pos | Equipe  | Pts | J | V | E | D | GP  | GC  | SG  |
| --- | ------- | --- | - | - | - | - | --- | --- | --- |
| 1   | Suécia  | 7   | 5 | 3 | 1 | 1 | 152 | 133 | +19 |
| 5   | Rússia  | 7   | 5 | 3 | 1 | 1 | 148 | 149 | −1  |
| 3   | França  | 5   | 5 | 2 | 1 | 2 | 139 | 135 | +4  |
| 4   | Hungria | 4   | 5 | 2 | 0 | 3 | 142 | 149 | −7  |
| 5   | Espanha | 4   | 5 | 2 | 0 | 3 | 135 | 142 | −7  |
| 6   | Brasil  | 3   | 5 | 1 | 1 | 3 | 133 | 141 | −8  |

| 25 de Julho de 2021 11:00 | Rússia   | 24-24     | Brasil     | Yoyogi National Gymnasium, Tóquio Árbitros: POR Ricardo Fonseca POR Duarte Santos |
| 25 de Julho de 2021 11:00 | Ilyina 6 | (14–12)   | De Paula 7 | Yoyogi National Gymnasium, Tóquio Árbitros: POR Ricardo Fonseca POR Duarte Santos |
| 25 de Julho de 2021 11:00 | 3× 2×    | Relatório | 4× 1×      | Yoyogi National Gymnasium, Tóquio Árbitros: POR Ricardo Fonseca POR Duarte Santos |

| 27 de Julho de 2021 11:00 | Brasil         | 33-27     | Hungria   | Yoyogi National Gymnasium, Tóquio Árbitros: KOR Bonok Koo KOR Seok Lee |
| 27 de Julho de 2021 11:00 | Belo, Vieira 7 | (17–11)   | Schatzl 7 | Yoyogi National Gymnasium, Tóquio Árbitros: KOR Bonok Koo KOR Seok Lee |
| 27 de Julho de 2021 11:00 | 4× 1×          | Relatório | 3×        | Yoyogi National Gymnasium, Tóquio Árbitros: KOR Bonok Koo KOR Seok Lee |

| 29 de Julho de 2021 11:00 | Espanha | 27-23     | Brasil     | Yoyogi National Gymnasium, Tóquio Árbitros: DEN Mads Hansen DEN Jesper Madsen |
| 29 de Julho de 2021 11:00 | Pena 7  | (13–13)   | De Paula 8 | Yoyogi National Gymnasium, Tóquio Árbitros: DEN Mads Hansen DEN Jesper Madsen |
| 29 de Julho de 2021 11:00 | 1×      | Relatório | 3× 1×      | Yoyogi National Gymnasium, Tóquio Árbitros: DEN Mads Hansen DEN Jesper Madsen |

| 31 de Julho de 2021 16:15 | Brasil          | 31-34     | Suécia             | Yoyogi National Gymnasium, Tóquio Árbitros: KOR Bonok Koo KOR Seok Lee |
| 31 de Julho de 2021 16:15 | Do Nascimento 7 | (13–15)   | Hansson, Roberts 6 | Yoyogi National Gymnasium, Tóquio Árbitros: KOR Bonok Koo KOR Seok Lee |
| 31 de Julho de 2021 16:15 | 4× 1×           | Relatório | 5×                 | Yoyogi National Gymnasium, Tóquio Árbitros: KOR Bonok Koo KOR Seok Lee |

| 2 de agosto de 2021 11:00 | França              | 29–22     | Brasil          | Yoyogi National Gymnasium, Tóquio Árbitros: SLO Bojan Lah SLO David Sok |
| 2 de agosto de 2021 11:00 | Lassource, Pineau 4 | (17–11)   | Do Nascimento 6 | Yoyogi National Gymnasium, Tóquio Árbitros: SLO Bojan Lah SLO David Sok |
| 2 de agosto de 2021 11:00 | 2×                  | Relatório | 2×              | Yoyogi National Gymnasium, Tóquio Árbitros: SLO Bojan Lah SLO David Sok |

## Judô
Masculino
| Atleta            | Evento  | Preliminares         | Fase de 32               | Fase de 16           | Quartas                 | Semifinais           | Repescagem           | Bronze                      | Final                | Final       |
| Atleta            | Evento  | Adversário resultado | Adversário resultado     | Adversário resultado | Adversário resultado    | Adversário resultado | Adversário resultado | Adversário resultado        | Adversário resultado | Pos.        |
| ----------------- | ------- | -------------------- | ------------------------ | -------------------- | ----------------------- | -------------------- | -------------------- | --------------------------- | -------------------- | ----------- |
| Eric Takabatake   | −60 kg  | Bye                  | LAO Sithisane V 10-00    | KOR Kim D 00-10      | Não avançou             | Não avançou          | Não avançou          | Não avançou                 | Não avançou          | Não avançou |
| Daniel Cargnin    | −66 kg  | Bye                  | EGY Abdelmawgoud V 10-00 | MDA Vieru V 10-00    | ITA Lombardo V 10-00    | JPN Abe D 00-10      | n/a                  | ISR Baruch Shmailov V 10-00 | Não avançou          | 3           |
| Eduardo Katsuhiro | −73 kg  | FRA Chaine D 00-10   | Não avançou              | Não avançou          | Não avançou             | Não avançou          | Não avançou          | Não avançou                 | Não avançou          | Não avançou |
| Eduardo Yudy      | −81 kg  | Bye                  | ISR Muki D 00-10         | Não avançou          | Não avançou             | Não avançou          | Não avançou          | Não avançou                 | Não avançou          | Não avançou |
| Rafael Macedo     | −90 kg  | KAZ Bozbayev D 00-10 | Não avançou              | Não avançou          | Não avançou             | Não avançou          | Não avançou          | Não avançou                 | Não avançou          | Não avançou |
| Rafael Buzacarini | −100 kg | Bye                  | BEL Nikiforov D 00-10    | Não avançou          | Não avançou             | Não avançou          | Não avançou          | Não avançou                 | Não avançou          | Não avançou |
| Rafael Silva      | +100 kg | Bye                  | —                        | AZE Kokauri V 10–00  | GEO Tushishvili D 00–10 | —                    | FRA Riner D 00–11    | Não avançou                 | Não avançou          | Não avançou |

Feminino
| Gabriela Chibana      | −48 kg | Bye                | MWI Bonface V 10-00   | KOS Krasniqi D 00-10          | Não avançou | Não avançou              | Não avançou        | Não avançou | Não avançou |             |             |
| Larissa Pimenta       | −52 kg | POL Perenc V 10-00 | JPN Abe D 00-10       | Não avançou                   | Não avançou | Não avançou              | Não avançou        | Não avançou | Não avançou |             |             |
| Ketleyn Quadros       | −63 kg | HON DavidV 10-00   | MGL BoldV 10-00       | CAN Beauchemin-Pinard D 00-10 | Não avançou | NED Franssen D 00-10     | Não avançou        | Não avançou | Não avançou |             |             |
| Maria Portela         | −70 kg | ROT ShaheenV 10-00 | ROC Taimazova D 00-10 | Não avançou                   | Não avançou | Não avançou              | Não avançou        | Não avançou | Não avançou | Não avançou | Não avançou |
| Mayra Aguiar          | −78 kg | Bye                | ISR Lanir V 01-00     | GER Wagner D 000–000          | Bye         | ROC Babintseva V 001-000 | KOR Yoon V 001-000 | Não avançou | 3           |             |             |
| Maria Suelen Altheman | +78 kg | Bye                | SLO Velenšek V 10–00  | FRA Dicko D 00–11             | —           | CHN Xu DNS               | Não avançou        | Não avançou | Não avançou |             |             |

Misto
| Atleta                                                                               | Evento  | Fase de 16        | Quartas                 | Semifinais        | Repescagem        | Bronze            | Final / BM  | Final / BM  |
| Atleta                                                                               | Evento  | Opposition Result | Opposition Result       | Opposition Result | Opposition Result | Opposition Result | Rank        |             |
| ------------------------------------------------------------------------------------ | ------- | ----------------- | ----------------------- | ----------------- | ----------------- | ----------------- | ----------- | ----------- |
| Daniel Cargnin Rafael Macedo Larissa Pimenta Maria Portela Mayra Aguiar Rafael Silva | Equipes | Bye               | NED Países Baixos D 2–4 | Bye               | ISR Israel D 2–4  | Não avançou       | Não avançou | Não avançou |

## Halterofilismo
Feminino
| Atleta             | Evento | Arranque  | Arranque | Arremesso | Arremesso | Total | Pos. |
| Atleta             | Evento | Resultado | Pos.     | Resultado | Pos.      | Total | Pos. |
| ------------------ | ------ | --------- | -------- | --------- | --------- | ----- | ---- |
| Natasha Rosa       | –49 kg | 78        | 9        | 95        | 8         | 173   | 9    |
| Jaqueline Ferreira | –87 kg | 100       | 11       | 115       | 12        | 215   | 12   |

## Hipismo

### Adestramento
| Atleta                    | Cavalo           | Evento                  | Grand Prix | Grand Prix | Grand Prix Special | Grand Prix Special | Grand Prix Freestyle | Grand Prix Freestyle | Total       | Total       |
| Atleta                    | Cavalo           | Evento                  | Pontos     | Pos.       | Pontos             | Pos.               | Técnico              | Artístico            | Pontos      | Pos.        |
| ------------------------- | ---------------- | ----------------------- | ---------- | ---------- | ------------------ | ------------------ | -------------------- | -------------------- | ----------- | ----------- |
| João Victor Marcari Oliva | Xamã dos Pinhais | Adestramento individual | 70.419     | 26         | Não avançou        | Não avançou        | Não avançou          | Não avançou          | Não avançou | Não avançou |

### CCE
| Atleta                                  | Cavalo  | Evento          | Adestramento | Adestramento | Cross-country | Cross-country | Cross-country | Salto        | Salto        | Salto        | Salto       | Salto       | Salto       | Total       | Total       |
| Atleta                                  | Cavalo  | Evento          | Adestramento | Adestramento | Cross-country | Cross-country | Cross-country | Qualificação | Qualificação | Qualificação | Final       | Final       | Final       | Total       | Total       |
| Atleta                                  | Cavalo  | Evento          | Pênaltis     | Pos.         | Pênaltis      | Total         | Pos.          | Pênaltis     | Total        | Pos.         | Pênaltis    | Total       | Pos.        | Pênaltis    | Pos.        |
| --------------------------------------- | ------- | --------------- | ------------ | ------------ | ------------- | ------------- | ------------- | ------------ | ------------ | ------------ | ----------- | ----------- | ----------- | ----------- | ----------- |
| Rafael Losano                           | Fuiloda | CCE individual  | 36.00        | 43           | 200.00        | 236.10        | RET           | 100.00       | 336.00       | RET          | Não avançou | Não avançou | Não avançou | Não avançou | Não avançou |
| Carlos Parro                            | Goliath | CCE individual  | 36.10        | 44           | 22.80         | 58.90         | 33            | 4.00         | 62.90        | 32           | Não avançou | Não avançou | Não avançou | Não avançou | Não avançou |
| Marcelo Tosi                            | Glenfly | CCE individual  | 31.50        | 16           | 8.80          | 40.30         | 24            | Ret          | 40.30        | RET          | Não avançou | Não avançou | Não avançou | Não avançou | Não avançou |
| Rafael Losano Carlos Parro Marcelo Tosi |         | CCE por equipes | 103.60       | 11           | 231.60        | 335.20        | 13            | 108.40       | 443.60       | 12           | —           | —           | —           | 443.60      | 12          |

### Saltos
| Atleta                                                   | Cavalo           | Evento             | Qualificação   | Qualificação   | Qualificação   | Qualificação   | Qualificação   | Qualificação   | Qualificação   | Qualificação   | Final       | Final       | Final       | Final       | Final       | Total    | Total |
| Atleta                                                   | Cavalo           | Evento             | Qualificação 1 | Qualificação 1 | Qualificação 2 | Qualificação 2 | Qualificação 2 | Qualificação 3 | Qualificação 3 | Qualificação 3 | Rodada A    | Rodada A    | Rodada B    | Rodada B    | Rodada B    | Total    | Total |
| Atleta                                                   | Cavalo           | Evento             | Pênaltis       | Pos.           | Pênaltis       | Total          | Pos.           | Pênaltis       | Total          | Pos.           | Pênaltis    | Pos.        | Pênaltis    | Total       | Pos.        | Pênaltis | Pos.  |
| -------------------------------------------------------- | ---------------- | ------------------ | -------------- | -------------- | -------------- | -------------- | -------------- | -------------- | -------------- | -------------- | ----------- | ----------- | ----------- | ----------- | ----------- | -------- | ----- |
| Pedro Veniss                                             | Quadri de L'Isle | Saltos individual  |                |                |                |                |                |                |                |                |             |             |             |             |             |          |       |
| Yuri Mansur                                              | Alfons           | Saltos individual  | 0              | =1             | n/a            | n/a            | n/a            | n/a            | n/a            | n/a            | 8.00        |             | n/a         | 8.00        | 20          | 8.00     | 20    |
| Rodrigo Pessoa                                           | Carlinhos Way    | Saltos individual  |                |                |                |                |                |                |                |                |             |             |             |             |             |          |       |
| Marlon Zanotelli                                         | Edgar            | Saltos individual  | 4.00           | 32             | Não avançou    | Não avançou    | Não avançou    | Não avançou    | Não avançou    | Não avançou    | Não avançou | Não avançou | Não avançou | Não avançou | Não avançou | 4.00     | 32    |
| Pedro Veniss Yuri Mansur Rodrigo Pessoa Marlon Zanotelli |                  | Saltos por equipes | n/a            | n/a            | n/a            | n/a            | n/a            | n/a            | n/a            | n/a            |             |             |             |             |             |          |       |

## Lutas

### Greco-romana
Masculino
| Atleta             | Evento  | Qualificação         | Oitavas              | Quartas              | Semifinal            | Repescagem 1         | Repescagem 2         | Final                | Final       |
| Atleta             | Evento  | Adversário Resultado | Adversário Resultado | Adversário Resultado | Adversário Resultado | Adversário Resultado | Adversário Resultado | Adversário Resultado | Pos.        |
| ------------------ | ------- | -------------------- | -------------------- | -------------------- | -------------------- | -------------------- | -------------------- | -------------------- | ----------- |
| Eduard Soghomonyan | −130 kg | GER Popp D 0-2       | Não avançou          | Não avançou          | Não avançou          | Não avançou          | Não avançou          | Não avançou          | Não avançou |

### Luta livre
Feminino
| Atleta         | Evento | Qualificação         | Oitavas              | Quartas              | Semifinal            | Repescagem 1         | Repescagem 2         | Final                | Final       |             |
| Atleta         | Evento | Adversário Resultado | Adversário Resultado | Adversário Resultado | Adversário Resultado | Adversário Resultado | Adversário Resultado | Adversário Resultado | Pos.        |             |
| -------------- | ------ | -------------------- | -------------------- | -------------------- | -------------------- | -------------------- | -------------------- | -------------------- | ----------- | ----------- |
| Laís Nunes     | −62 kg | —                    | BUL Yuaein D 1-4     | Não avançou          | Não avançou          | Não avançou          | Não avançou          | Não avançou          | Não avançou | Não avançou |
| Aline Ferreira | −76 kg | —                    | TUR Adar D 0-6       | Não avançou          | Não avançou          | Não avançou          | Não avançou          | Não avançou          | Não avançou | Não avançou |

## Natação
Masculino
| Atleta                                                           | Evento           | Eliminatórias | Eliminatórias | Semifinal   | Semifinal   | Final       | Final       |
| Atleta                                                           | Evento           | Tempo         | Pos.          | Tempo       | Pos.        | Tempo       | Pos.        |
| ---------------------------------------------------------------- | ---------------- | ------------- | ------------- | ----------- | ----------- | ----------- | ----------- |
| Bruno Fratus                                                     | 50 m livre       | 21.67         | 4 Q           | 21.60       | 3 Q         | 21.57       | 3           |
| Pedro Spajari                                                    | 100 m livre      | 48.74         | 25            | Não avançou |             |             |             |
| Gabriel Santos                                                   | 100 m livre      | 49.33         | 33            | Não avançou |             |             |             |
| Murilo Sartori                                                   | 200 m livre      | 1:47.11       | 24            | Não avançou |             |             |             |
| Fernando Scheffer                                                | 200 m livre      | 1:45.05       | 2 Q           | 1:45.71     | 8 Q         | 1:44.66     | 3           |
| Guilherme Costa                                                  | 400 m livre      | 3:45.99       | 11            | —           | —           | Não avançou | Não avançou |
| Guilherme Costa                                                  | 800 m livre      | 7:46.09       | 5 Q           | —           | —           | 7:53.31     | 8           |
| Guilherme Costa                                                  | 1500 m livre     | 15:01.18      | 13            | —           | —           | Não avançou | Não avançou |
| Guilherme Guido                                                  | 100 m costas     | 53.65         | 11 Q          | 53.80       | 15          | Não avançou | Não avançou |
| Guilherme Basseto                                                | 100 m costas     | 53.84         | 20            | Não avançou | Não avançou | Não avançou | Não avançou |
| Felipe Lima                                                      | 100 m peito      | 59.17         | 8 Q           | 59.80       | 12          | Não avançou | Não avançou |
| Matheus Gonche                                                   | 100 m borboleta  | 53.02         | 43            | Não avançou | Não avançou | Não avançou | Não avançou |
| Vinicius Lanza                                                   | 100 m borboleta  | 52.08         | 26            | Não avançou | Não avançou | Não avançou | Não avançou |
| Leonardo de Deus                                                 | 200 m borboleta  | 1:54.83       | 3 Q           | 1:54.97     | 2 Q         | 1:55.19     | 6           |
| Vinicius Lanza                                                   | 200 m medley     | 1:58.92       | 24            | Não avançou |             |             |             |
| Caio Pumputis                                                    | 100 m peito      | 1:00.76       | 34            | Não avançou | Não avançou | Não avançou | Não avançou |
| Caio Pumputis                                                    | 200 m medley     | 1:58.36       | 25            | Não avançou |             |             |             |
| Marcelo Chierighini Breno Correia Gabriel Santos Pedro Spajari   | 4×100 m livre    | 3:12.59       | 5 Q           | —           | —           | 3:13.41     | 8           |
| Breno Correia Luiz Altamir Melo Murilo Sartori Fernando Scheffer | 4×200 m livre    | 7:07.73       | 8 Q           | —           | —           | 7:08.22     | 8           |
| Guilherme Basseto Felipe Lima Matheus Gonche Pedro Spajari       | 4 × 100 m medley | DSQ           |               | —           | —           | Não avançou |             |

* Reserva
Feminino
| Atleta                                                                    | Evento            | Preliminares | Preliminares | Semifinal   | Semifinal   | Final       | Final       |
| Atleta                                                                    | Evento            | Tempo        | Pos.         | Tempo       | Pos.        | Tempo       | Pos.        |
| ------------------------------------------------------------------------- | ----------------- | ------------ | ------------ | ----------- | ----------- | ----------- | ----------- |
| Etiene Medeiros                                                           | 50 m livre        | 25.45        | 29           | Não avançou | Não avançou | Não avançou | Não avançou |
| Larissa Oliveira                                                          | 100 m livre       | 55.53        | 30           | Não avançou | Não avançou | Não avançou | Não avançou |
| Viviane Jungblut                                                          | 800 m livre       | 8:38.88      | 24           | Não avançou | Não avançou | Não avançou | Não avançou |
| Beatriz Dizotti                                                           | 1500 m livre      | 16:29.37     | 24           | —           | —           | Não avançou | Não avançou |
| Viviane Jungblut                                                          | 1500 m livre      | 16:21.29     | 20           | —           | —           | Não avançou | Não avançou |
| Ana Marcela Cunha                                                         | Maratona aquática | n/a          | n/a          | n/a         | n/a         | 1:59.33     | 1           |
| Larissa Oliveira Ana Carolina Vieira Etiene Medeiros Stephanie Balduccini | 4×100 m livre     | 3:39.19      | 12           | —           | —           | Não avançou | Não avançou |
| Nathália Almeida Larissa Oliveira Aline Rodrigues Gabrielle Roncatto      | 4×200 m livre     | 7:59.50      | 10           | —           | —           | Não avançou | Não avançou |

* Reserva
Misto
| Atleta                                                           | Evento         | Eliminatórias | Eliminatórias | Final       | Final       |
| Atleta                                                           | Evento         | Tempo         | Pos.          | Tempo       | Pos.        |
| ---------------------------------------------------------------- | -------------- | ------------- | ------------- | ----------- | ----------- |
| Guilherme Basseto Felipe Lima Giovanna Diamante Larissa Oliveira | 4×100 m medley | 3:46.74       | 14            | Não avançou | Não avançou |

## Pentatlo moderno
Feminino
| Atleta               | Evento   | Esgrima (Espada-1 toque) | Esgrima (Espada-1 toque) | Esgrima (Espada-1 toque) | Natação (200 m livres) | Natação (200 m livres) | Natação (200 m livres) | Hipismo (Saltos) | Hipismo (Saltos) | Hipismo (Saltos) | Evento combinado (Tiro 10m pistola de ar)/(3200m) | Evento combinado (Tiro 10m pistola de ar)/(3200m) | Evento combinado (Tiro 10m pistola de ar)/(3200m) | Total | Total |  |
| Atleta               | Evento   | Vitórias/Derrotas        | PPM                      | RG                       | Tempo                  | PPM                    | RG                     | Pontos perdidos  | PPM              | RG               | Tempo                                             | PPM                                               | RG                                                | PPM   | Pos.  |  |
| -------------------- | -------- | ------------------------ | ------------------------ | ------------------------ | ---------------------- | ---------------------- | ---------------------- | ---------------- | ---------------- | ---------------- | ------------------------------------------------- | ------------------------------------------------- | ------------------------------------------------- | ----- | ----- |  |
| Maria Iêda Guimarães | Feminino | 14-21                    | 184                      | 30                       | 2:32.16                | 246                    | 6                      | DNF              | 0                | 31               | DNF                                               | 0                                                 | 36                                                | 430   | 36    |  |

## Remo
Masculino
| Equipe         | Evento        | Eliminatórias | Eliminatórias | Repescagem | Repescagem | Quartas-de-final | Quartas-de-final | Semifinal | Semifinal | Final   | Final   | Colocação Final |
| Equipe         | Evento        | Tempo         | Posição       | Tempo      | Posição    | Tempo            | Posição          | Tempo     | Posição   | Tempo   | Posição | Colocação Final |
| -------------- | ------------- | ------------- | ------------- | ---------- | ---------- | ---------------- | ---------------- | --------- | --------- | ------- | ------- | --------------- |
| Lucas Verthein | Skiff simples | 7:05.00       | 3 QF          | —          | —          | 7:14.26          | 2 SA/B           | 7:02.87   | 5F/B      | 6:52.09 | 6 FB    | 12              |

## Rugby sevens
Feminino
| Pos | Equipe | Pts | J | V | E | D | PP | PC  | SP   | Classificado     |
| --- | ------ | --- | - | - | - | - | -- | --- | ---- | ---------------- |
| 1   | França | 9   | 3 | 3 | 0 | 0 | 83 | 10  | +73  | Quartas de final |
| 2   | Fiji   | 7   | 3 | 2 | 0 | 1 | 72 | 29  | +43  | Quartas de final |
| 3   | Canadá | 5   | 3 | 1 | 0 | 2 | 45 | 57  | −12  |                  |
| 4   | Brasil | 3   | 3 | 0 | 0 | 3 | 10 | 114 | −104 |                  |

| 29 de julho 9:30 |              |        |                                                   |
| Canadá           | 33 – 0       | Brasil | Ajinomoto Stadium, Tóquio Árbitro: GBR Adam Jones |
|                  | (Tokyo 2020) |        | Ajinomoto Stadium, Tóquio Árbitro: GBR Adam Jones |

| 29 de julho 17:00 |              |        |                                                      |
| França            | 40 – 5       | Brasil | Ajinomoto Stadium, Tóquio Árbitro: AUS Madeline Putz |
|                   | (Tokyo 2020) |        | Ajinomoto Stadium, Tóquio Árbitro: AUS Madeline Putz |

| 30 de julho 9:00 |              |        |                                                       |
| Fiji             | 41 – 5       | Brasil | Ajinomoto Stadium, Tóquio Árbitro: NZL Selica Winiata |
|                  | (Tokyo 2020) |        | Ajinomoto Stadium, Tóquio Árbitro: NZL Selica Winiata |

Disputa pelo 9-12ª lugares
Predefinição:Rugby sevens nos Jogos Olímpicos de Verão de 2020 - Jogo1 9–12 Feminino
Disputa pelo 11-12ª lugares
Predefinição:Rugby sevens nos Jogos Olímpicos de Verão de 2020 - Jogo 11L Feminino

## Saltos ornamentais
Masculino
| Atleta        | Evento                     | Preliminar | Preliminar | Semifinal   | Semifinal   | Final       | Final       |
| Atleta        | Evento                     | Pontos     | Pos.       | Pontos      | Pos.        | Pontos      | Pos.        |
| ------------- | -------------------------- | ---------- | ---------- | ----------- | ----------- | ----------- | ----------- |
| Kawan Pereira | Plataforma 10 m individual | 371.65     | 17 Q       | 410.30      | 12 Q        | 393.85      | 10          |
| Isaac Souza   | Plataforma 10 m individual | 339.30     | 20         | Não avançou | Não avançou | Não avançou | Não avançou |

Feminino
| Atleta             | Evento                     | Preliminar | Preliminar | Semifinal   | Semifinal   | Final       | Final       |
| Atleta             | Evento                     | Pontos     | Pos.       | Pontos      | Pos.        | Pontos      | Pos.        |
| ------------------ | -------------------------- | ---------- | ---------- | ----------- | ----------- | ----------- | ----------- |
| Luana Lira         | Trampolim 3 m individual   | 244.35     | 21         | Não avançou | Não avançou | Não avançou | Não avançou |
| Ingrid de Oliveira | Plataforma 10 m individual | 261.20     | 24         | Não avançou | Não avançou | Não avançou | Não avançou |

## Skate
Masculino
| Atleta          | Evento | Eliminatórias | Eliminatórias | Final       | Final       |
| Atleta          | Evento | Tempo         | Pos.          | Tempo       | Pos.        |
| --------------- | ------ | ------------- | ------------- | ----------- | ----------- |
| Pedro Barros    | Park   | 77.1          | 4 Q           | 86.14       | 2           |
| Luiz Francisco  | Park   | 84.31         | 1 Q           | 83.14       | 4           |
| Pedro Quintas   | Park   | 79.02         | 3 Q           | 38.47       | 8           |
| Felipe Gustavo  | Street | 24.75         | 14            | Não avançou | Não avançou |
| Kelvin Hoefler  | Street | 34.69         | 4 Q           | 36.15       | 2           |
| Giovanni Vianna | Street | 28.15         | 12            | Não avançou | Não avançou |

Feminino
| Atleta          | Evento | Eliminatórias | Eliminatórias | Final       | Final       |
| Atleta          | Evento | Tempo         | Pos.          | Tempo       | Pos.        |
| --------------- | ------ | ------------- | ------------- | ----------- | ----------- |
| Yndiara Asp     | Park   | 43.23         | 7             | 37.34       | 8           |
| Isadora Pacheco | Park   | 37.08         | 10            | Não avançou | Não avançou |
| Dora Varella    | Park   | 41.59         | 8             | 40.42       | 7           |
| Letícia Bufoni  | Street | 10.91         | 9             | Não avançou | Não avançou |
| Rayssa Leal     | Street | 14.91         | 3 Q           | 14.64       | 2           |
| Pâmela Rosa     | Street | 10.06         | 10            | Não avançou | Não avançou |

## Surfe
Masculino
| Atleta         | Evento    | Rodada 1             | Rodada 2             | Rodada 3                  | Oitavas              | Quartas                  | Semifinal                 | Final                                      | Final |
| Atleta         | Evento    | Adversário resultado | Adversário resultado | Adversário resultado      | Adversário resultado | Adversário resultado     | Adversário resultado      | Adversário resultado                       | Pos.  |
| -------------- | --------- | -------------------- | -------------------- | ------------------------- | -------------------- | ------------------------ | ------------------------- | ------------------------------------------ | ----- |
| Italo Ferreira | Masculino | 13.67 - 1 Q          | —                    | NZL Stairmand V14.54-9.67 | —                    | JPN Ohhara V16.302-11.90 | AUS Wright V13.17-12.47   | JPN Igarashi V15.14-6.60                   | 1     |
| Gabriel Medina | Masculino | 12.23 - 1 Q          | —                    | AUS Wilson V14.33 -13.00  | —                    | FRA Bourez V15.332-13.66 | JPN Igarashi D16.76-17.00 | Disputa do Bronze: AUS Wright D11.77-11.97 | 4     |

Feminino
| Silvana Lima        | Feminino | 12.13 - 2 Q | — | POR Bonvalot V12.172- 7.50 | —           | USA Moore D8.30-14.26 | Não avançou |
| Tatiana Weston-Webb | Feminino | 11.33 - 1 Q | — | JPN Tsuzuki D9.00-10.332   | Não avançou |                       |             |

## Taekwondo
Masculino
| Atleta              | Evento | Oitavas                | Quartas                | Semifinais             | Repescagem             | Disp. Bronze           | Final                  | Posição     |
| Atleta              | Evento | Adversário e resultado | Adversário e resultado | Adversário e resultado | Adversário e resultado | Adversário e resultado | Adversário e resultado | Posição     |
| ------------------- | ------ | ---------------------- | ---------------------- | ---------------------- | ---------------------- | ---------------------- | ---------------------- | ----------- |
| Edival Pontes       | −68 kg | TUR Recber D 18–25     | Não avançou            | Não avançou            | Não avançou            | Não avançou            | Não avançou            | Não avançou |
| Ícaro Miguel Soares | −80 kg | ITA Alessio D 3–22     | Não avançou            | Não avançou            | Não avançou            | Não avançou            | Não avançou            | Não avançou |

Feminino
| Atleta          | Evento | Preliminares           | Quartas                | Semifinais             | Repescagem             | Disp. Bronze           | Final                  | Posição     |
| Atleta          | Evento | Adversário e resultado | Adversário e resultado | Adversário e resultado | Adversário e resultado | Adversário e resultado | Adversário e resultado | Posição     |
| --------------- | ------ | ---------------------- | ---------------------- | ---------------------- | ---------------------- | ---------------------- | ---------------------- | ----------- |
| Milena Titoneli | -67 kg | JOR Al-Sadeq V9-9      | CRO Jelic D9-30        | Não avançou            | HAI LeeV26-5           | CIV GbagbiD 8–12       | Não avançou            | Não avançou |

## Tênis
Masculino
| Atleta                         | Evento  | Fase de 64                            | Fase de 32                         | Fase de 16             | Quartas     | Semifinais  | Final       | Final       |
| Atleta                         | Evento  | Adversário e resultado                | Adversário e resultado             | Adversário e resultado | Posição     |             |             |             |
| ------------------------------ | ------- | ------------------------------------- | ---------------------------------- | ---------------------- | ----------- | ----------- | ----------- | ----------- |
| João Menezes                   | Simples | CRO M Čilić D 7-6(7–5), 5–7, 6-7(7–7) | Não avançou                        | Não avançou            | Não avançou | Não avançou | Não avançou | Não avançou |
| Thiago Monteiro                | Simples | GER J-L Struff D 2-6, 4–6             | Não avançou                        | Não avançou            | Não avançou | Não avançou | Não avançou | Não avançou |
| Marcelo Melo Marcelo Demoliner | Duplas  | n/a                                   | CRO N Mektić/M Pavić D 6–7(6), 4–6 | Não avançou            | Não avançou | Não avançou | Não avançou | Não avançou |

Feminino
| Atleta                      | Evento | Fase de 64             | Fase de 32                            | Fase de 16                                  | Quartas                                  | Semifinais                                     | Final                                                                 | Final   |
| Atleta                      | Evento | Adversário e resultado | Adversário e resultado                | Adversário e resultado                      | Adversário e resultado                   | Adversário e resultado                         | Adversário e resultado                                                | Posição |
| --------------------------- | ------ | ---------------------- | ------------------------------------- | ------------------------------------------- | ---------------------------------------- | ---------------------------------------------- | --------------------------------------------------------------------- | ------- |
| Luisa Stefani Laura Pigossi | Duplas | n/a                    | CAN G Dabrowski/S Fichman V 7–6(6)6-4 | CZE K Pliskova/M Vondrousova V2-6,6–4,13-11 | USA B Mattek-Sands/J PegulaV1-6,6–3,10-6 | SUI Belinda Bencic/Viktorija GolubicD 5–7, 3-6 | Disputa do Bronze:ROC Veronika Kudermetova/Elena VesninaV4-6,6–4,11-9 | 3       |

Mistas
| Luisa Stefani Marcelo Melo | Mistas | SRB N Stojanovic/N Djokovic D 3-6, 4–6 | Não avançou | Não avançou | Não avançou | Não avançou | Não avançou | Não avançou |

## Tênis de mesa
Masculino
| Atleta                                    | Evento  | Preliminar           | Rodada 1             | Rodada 2             | Rodada 3             | Oitavas              | Quartas                 | Semifinal            | Final                | Final       |
| Atleta                                    | Evento  | Adversário resultado | Adversário resultado | Adversário resultado | Adversário resultado | Adversário resultado | Adversário resultado    | Adversário resultado | Adversário resultado | Pos.        |
| ----------------------------------------- | ------- | -------------------- | -------------------- | -------------------- | -------------------- | -------------------- | ----------------------- | -------------------- | -------------------- | ----------- |
| Hugo Calderano                            | Simples | Bye                  | Bye                  | Bye                  | SRB Tokic V 4-1      | KOR Jang V 4-3       | GER D Ovtcharov D 2-4   | Não avançou          | Não avançou          | Não avançou |
| Gustavo Tsuboi                            | Simples | Bye                  | Bye                  | ROU Ionescu V 4-1    | NGA Aruna V 4-1      | TPE Lin YJ D 2-4     | Não avançou             | Não avançou          | Não avançou          | Não avançou |
| Hugo Calderano Vitor Ishiy Gustavo Tsuboi | Equipes | n/a                  | n/a                  | n/a                  | n/a                  | SRB Sérvia V 3-2     | KOR Coreia do Sul D 0-3 | Não avançou          | Não avançou          | Não avançou |

Feminino
| Atleta                                           | Evento  | Preliminar           | Rodada 1             | Rodada 2             | Rodada 3             | Oitavas              | Quartas              | Semifinal            | Final                | Final       |             |
| Atleta                                           | Evento  | Adversário resultado | Adversário resultado | Adversário resultado | Adversário resultado | Adversário resultado | Adversário resultado | Adversário resultado | Adversário resultado | Pos.        |             |
| ------------------------------------------------ | ------- | -------------------- | -------------------- | -------------------- | -------------------- | -------------------- | -------------------- | -------------------- | -------------------- | ----------- | ----------- |
| Bruna Takahashi                                  | Simples | Bye                  | Bye                  | FRA Yuan JN D 0-4    | Não avançou          | Não avançou          | Não avançou          | Não avançou          | Não avançou          | Não avançou | Não avançou |
| Jéssica Yamada                                   | Simples | Bye                  | SUI Moret D 2-4      | Não avançou          | Não avançou          | Não avançou          | Não avançou          | Não avançou          | Não avançou          | Não avançou |             |
| Caroline Kumahara Bruna Takahashi Jéssica Yamada | Equipes | n/a                  | n/a                  | n/a                  | n/a                  | HKG Hong Kong D 1-3  | Não avançou          | Não avançou          | Não avançou          | Não avançou |             |

## Tiro esportivo
Masculino
| Atleta            | Evento             | Qualificação | Qualificação | Semifinal | Semifinal | Final       | Final       |
| Atleta            | Evento             | Pontos       | Pos.         | Pontos    | Pos.      | Pontos      | Pos.        |
| ----------------- | ------------------ | ------------ | ------------ | --------- | --------- | ----------- | ----------- |
| Felipe Almeida Wu | Pistola de ar 10 m | 566          | 32           | n/a       | n/a       | Não avançou | Não avançou |

## Tiro com arco
Masculino
| Atleta                    | Evento     | Fase de Ranking | Fase de Ranking | Fase de 64           | Fase de 32           | Oitavas              | Quartas              | Semifinais           | Final                | Final       |
| Atleta                    | Evento     | Placar          | Pos.            | Adversário Resultado | Adversário Resultado | Adversário Resultado | Adversário Resultado | Adversário Resultado | Adversário Resultado | Pos.        |
| ------------------------- | ---------- | --------------- | --------------- | -------------------- | -------------------- | -------------------- | -------------------- | -------------------- | -------------------- | ----------- |
| Marcus Vinicius D'Almeida | Individual | 651             | 40º             | GBR P. Huston V 7-1  | NED S v d Berg V 7-1 | ITA M Nespoli D 0-6  | Não avançou          | Não avançou          | Não avançou          | Não avançou |

Feminino
| Atleta                  | Evento     | Fase de Ranking | Fase de Ranking | Fase de 64           | Fase de 32           | Oitavas              | Quartas              | Semifinais           | Final                | Final       |
| Atleta                  | Evento     | Placar          | Pos.            | Adversário Resultado | Adversário Resultado | Adversário Resultado | Adversário Resultado | Adversário Resultado | Adversário Resultado | Pos.        |
| ----------------------- | ---------- | --------------- | --------------- | -------------------- | -------------------- | -------------------- | -------------------- | -------------------- | -------------------- | ----------- |
| Ane Marcelle dos Santos | Individual | 636             | 33ª             | MEX A. Vázquez V 6-4 | KOR An D 7-1         | Não avançou          | Não avançou          | Não avançou          | Não avançou          | Não avançou |

Misto
| Atleta                                            | Evento | Fase de Ranking | Fase de Ranking | Fase de 64           | Fase de 32           | Oitavas              | Quartas              | Semifinais           | Final                | Final |
| Atleta                                            | Evento | Placar          | Pos.            | Adversário Resultado | Adversário Resultado | Adversário Resultado | Adversário Resultado | Adversário Resultado | Adversário Resultado | Pos.  |
| ------------------------------------------------- | ------ | --------------- | --------------- | -------------------- | -------------------- | -------------------- | -------------------- | -------------------- | -------------------- | ----- |
| Ane Marcelle dos Santos Marcus Vinicius D'Almeida | Misto  | 1287            | 20              | —                    | —                    | Não avançou          | Não avançou          | Não avançou          | Não avançou          | 20    |

## Triatlo
Masculino
| Atleta         | Evento    | Natação | Natação | Ciclismo | Ciclismo | Corrida | Corrida | Total   | Posição final |
| Atleta         | Evento    | Tempo   | Posição | Tempo    | Posição  | Tempo   | Posição | Total   | Posição final |
| -------------- | --------- | ------- | ------- | -------- | -------- | ------- | ------- | ------- | ------------- |
| Manoel Messias | Masculino | 18:37   | 49      | 57:40    | 38       | 30:43   | 33      | 1:48:11 | 28            |

Feminino
| Atleta         | Evento   | Natação | Natação | Ciclismo | Ciclismo | Corrida | Corrida | Total   | Posição final |
| Atleta         | Evento   | Tempo   | Posição | Tempo    | Posição  | Tempo   | Posição | Total   | Posição final |
| -------------- | -------- | ------- | ------- | -------- | -------- | ------- | ------- | ------- | ------------- |
| Luisa Baptista | Feminino | 20:12   | 43      |          | 32       |         | 32      | 2:05:32 | 32            |
| Vittória Lopes | Feminino | 18:26   | 2       |          | 13       |         | 24      | 2:03:09 | 28            |

## Vela
Masculino
| Atleta                        | Evento | Regata | Regata | Regata | Regata | Regata | Regata | Regata | Regata | Regata | Regata | Regata | Regata | Regata | Pontos | Posição |
| Atleta                        | Evento | 1      | 2      | 3      | 4      | 5      | 6      | 7      | 8      | 9      | 10     | 11     | 12     | M      | Pontos | Posição |
| ----------------------------- | ------ | ------ | ------ | ------ | ------ | ------ | ------ | ------ | ------ | ------ | ------ | ------ | ------ | ------ | ------ | ------- |
| Robert Scheidt                | Laser  | 11     | 10     | 4      | 3      | 17     | 5      | 8      | 12     | 24     | 16     | n/a    | n/a    | 9      | 128    | 8       |
| Jorge Zarif                   | Finn   | 7      | 15     | 15     | 9      | 5      | 11     | 14     | 13     | 6      | 16     | n/a    | n/a    | EL     | 111    | 14      |
| Bruno Bethlen Henrique Haddad | 470    | 16     | 3      | 17     | 2      | 18     | 19     | 6      | 19     | 11     | 18     | n/a    | n/a    | EL     | 135    | 16      |
| Gabriel Borges Marco Grael    | 49er   | 8      | 16     | 12     | 9      | DSQ    | DSQ    | UFD    | 8      | 6      | 19     | 11     | 18     | EL     | 167    | 16      |

Feminino
| Atleta                          | Evento  | Regata | Regata | Regata | Regata | Regata | Regata | Regata | Regata | Regata | Regata | Regata | Regata | Regata | Pontos | Posição |
| Atleta                          | Evento  | 1      | 2      | 3      | 4      | 5      | 6      | 7      | 8      | 9      | 10     | 11     | 12     | M      | Pontos | Posição |
| ------------------------------- | ------- | ------ | ------ | ------ | ------ | ------ | ------ | ------ | ------ | ------ | ------ | ------ | ------ | ------ | ------ | ------- |
| Patrícia Freitas                | RS:X    | 13     | 14     | 4      | 11     | 12     | 10     | 9      | 7      | 19     | 10     | 15     | 12     | 8      | 133    | 10      |
| Ana Barbachan Fernanda Oliveira | 470     | 15     | 5      | 1      | 10     | 13     | 4      | 10     | 10     | 8      | 1      | n/a    | n/a    | 10     | 82     | 9       |
| Martine Grael Kahena Kunze      | 49er FX | 15     | 5      | 1      | 10     | 7      | 6      | 1      | 6      | 11     | 10     | 12     | 2      | 3      | 76     | 1       |

Misto
| Atleta                            | Evento   | Regata | Regata | Regata | Regata | Regata | Regata | Regata | Regata | Regata | Regata | Regata | Regata | Regata | Pontos | Posição |
| Atleta                            | Evento   | 1      | 2      | 3      | 4      | 5      | 6      | 7      | 8      | 9      | 10     | 11     | 12     | M      | Pontos | Posição |
| --------------------------------- | -------- | ------ | ------ | ------ | ------ | ------ | ------ | ------ | ------ | ------ | ------ | ------ | ------ | ------ | ------ | ------- |
| Samuel Albrecht Gabriela Nicolino | Nacra 17 | 10     | 14     | 9      | 9      | 10     | 10     | 2      | 7      | 6      | 18     | 10     | 10     | 10     | 117    | 10      |

## Voleibol
Masculino
Escalação.
| Camisa | Nome             | Posição    | Idade | Altura | Clube                             |
| ------ | ---------------- | ---------- | ----- | ------ | --------------------------------- |
| 1      | Bruninho         | Levantador | 35    | 1,90 m | Funvic Taubaté                    |
| 3      | Isac             | Central    | 32    | 2,04 m | Sada Cruzeiro                     |
| 4      | Wallace          | Oposto     | 29    | 1.98 m | Funvic Taubaté                    |
| 7      | Fernando Cachopa | Levantador | 25    | 1.85 m | Sada Cruzeiro                     |
| 10     | Thales           | Líbero     | 32    | 1,84 m | Funvic Taubaté                    |
| 12     | Leal             | Ponteiro   | 32    | 2,01 m | Associazione Sportiva Volley Lube |
| 13     | Maurício Souza   | Central    | 27    | 2,09 m | Funvic Taubaté                    |
| 14     | Douglas Souza    | Ponteiro   | 20    | 1,99 m | SESI São Paulo                    |
| 16     | Lucão            | Central    | 30    | 2,09 m | Funvic Taubaté                    |
| 17     | Alan             | Oposto     | 27    | 1,97 m | Sada Cruzeiro                     |
| 18     | Lucarelli        | Ponteiro   | 29    | 1,95 m | Funvic Taubaté                    |
| 19     | Maurício Borges  | Ponteiro   | 32    | 1,99 m | Vôlei SESC-RJ                     |
|        | Renan Dal Zotto  | Treinador  | 61    |        |                                   |

Fase de Grupos
|     |                |     | Jogos | Jogos | Jogos | Resultados | Resultados | Resultados | Resultados | Resultados | Resultados | Sets | Sets | Sets  | Pontos | Pontos | Pontos |
| Pos | Equipe         | Pts | T     | V     | D     | 3–0        | 3–1        | 3–2        | 2–3        | 1–3        | 0–3        | V    | P    | R     | V      | P      | R      |
| --- | -------------- | --- | ----- | ----- | ----- | ---------- | ---------- | ---------- | ---------- | ---------- | ---------- | ---- | ---- | ----- | ------ | ------ | ------ |
| 1   | ROC            | 12  | 5     | 4     | 1     | 2          | 2          | 0          | 0          | 1          | 0          | 13   | 5    | 2.600 | 427    | 397    | 1.076  |
| 2   | Brasil         | 10  | 5     | 4     | 1     | 1          | 1          | 2          | 0          | 0          | 1          | 12   | 8    | 1.500 | 476    | 450    | 1.058  |
| 3   | Argentina      | 8   | 5     | 3     | 2     | 1          | 0          | 2          | 1          | 1          | 0          | 12   | 10   | 1.200 | 476    | 464    | 1.026  |
| 4   | França         | 8   | 5     | 2     | 3     | 1          | 1          | 0          | 2          | 0          | 1          | 10   | 10   | 1,000 | 449    | 442    | 1.016  |
| 5   | Estados Unidos | 6   | 5     | 2     | 3     | 1          | 1          | 0          | 0          | 2          | 1          | 8    | 10   | 0.800 | 432    | 412    | 1.049  |
| 6   | Tunísia        | 1   | 5     | 0     | 5     | 0          | 0          | 0          | 1          | 1          | 3          | 3    | 15   | 0.200 | 339    | 434    | 0.781  |

Fonte: Olympics.com e FIVB
| 24 de julho 12:00 Relatório: Resultados Estatísticas | Brasil | 3–0   | Tunísia | Ariake Arena, Tóquio Árbitro(s): UAE Hamid Al-Rousi FRA Fabrice Collados |
| 24 de julho 12:00 Relatório: Resultados Estatísticas | 25     | Set 1 | 22      | Ariake Arena, Tóquio Árbitro(s): UAE Hamid Al-Rousi FRA Fabrice Collados |
| 24 de julho 12:00 Relatório: Resultados Estatísticas | 25     | Set 2 | 20      | Ariake Arena, Tóquio Árbitro(s): UAE Hamid Al-Rousi FRA Fabrice Collados |
| 24 de julho 12:00 Relatório: Resultados Estatísticas | 25     | Set 3 | 15      | Ariake Arena, Tóquio Árbitro(s): UAE Hamid Al-Rousi FRA Fabrice Collados |
| 24 de julho 12:00 Relatório: Resultados Estatísticas | Set 4  |       |         | Ariake Arena, Tóquio Árbitro(s): UAE Hamid Al-Rousi FRA Fabrice Collados |
| 24 de julho 12:00 Relatório: Resultados Estatísticas | Set 5  |       |         | Ariake Arena, Tóquio Árbitro(s): UAE Hamid Al-Rousi FRA Fabrice Collados |

| 26 de julho 22:25 Relatório: Resultados Estatísticas | Brasil | 3–2   | Argentina | Ariake Arena, Tóquio Árbitro(s): JPN Shin Muranaka MEX Luis Macias |
| 26 de julho 22:25 Relatório: Resultados Estatísticas | 19     | Set 1 | 25        | Ariake Arena, Tóquio Árbitro(s): JPN Shin Muranaka MEX Luis Macias |
| 26 de julho 22:25 Relatório: Resultados Estatísticas | 21     | Set 2 | 25        | Ariake Arena, Tóquio Árbitro(s): JPN Shin Muranaka MEX Luis Macias |
| 26 de julho 22:25 Relatório: Resultados Estatísticas | 25     | Set 3 | 16        | Ariake Arena, Tóquio Árbitro(s): JPN Shin Muranaka MEX Luis Macias |
| 26 de julho 22:25 Relatório: Resultados Estatísticas | 25     | Set 4 | 21        | Ariake Arena, Tóquio Árbitro(s): JPN Shin Muranaka MEX Luis Macias |
| 26 de julho 22:25 Relatório: Resultados Estatísticas | 16     | Set 5 | 14        | Ariake Arena, Tóquio Árbitro(s): JPN Shin Muranaka MEX Luis Macias |

| 28 de julho 22:15 Relatório: Relatório Estatísticas | Brasil | 0–3   | ROC | Ariake Arena, Tóquio Árbitro(s): POL Wojciech Maroszek SRB Vladimir Simonović |
| 28 de julho 22:15 Relatório: Relatório Estatísticas | 22     | Set 1 | 25  | Ariake Arena, Tóquio Árbitro(s): POL Wojciech Maroszek SRB Vladimir Simonović |
| 28 de julho 22:15 Relatório: Relatório Estatísticas | 20     | Set 2 | 25  | Ariake Arena, Tóquio Árbitro(s): POL Wojciech Maroszek SRB Vladimir Simonović |
| 28 de julho 22:15 Relatório: Relatório Estatísticas | 20     | Set 3 | 25  | Ariake Arena, Tóquio Árbitro(s): POL Wojciech Maroszek SRB Vladimir Simonović |
| 28 de julho 22:15 Relatório: Relatório Estatísticas | Set 4  |       |     | Ariake Arena, Tóquio Árbitro(s): POL Wojciech Maroszek SRB Vladimir Simonović |
| 28 de julho 22:15 Relatório: Relatório Estatísticas | Set 5  |       |     | Ariake Arena, Tóquio Árbitro(s): POL Wojciech Maroszek SRB Vladimir Simonović |

| 30 de julho 11:05 Relatório: Relatório Estatísticas | Brasil | 3–1   | Estados Unidos | Ariake Arena, Tóquio Árbitro(s): ITA Daniele Rapisarda MEX Luis Macias |
| 30 de julho 11:05 Relatório: Relatório Estatísticas | 30     | Set 1 | 32             | Ariake Arena, Tóquio Árbitro(s): ITA Daniele Rapisarda MEX Luis Macias |
| 30 de julho 11:05 Relatório: Relatório Estatísticas | 25     | Set 2 | 23             | Ariake Arena, Tóquio Árbitro(s): ITA Daniele Rapisarda MEX Luis Macias |
| 30 de julho 11:05 Relatório: Relatório Estatísticas | 25     | Set 3 | 21             | Ariake Arena, Tóquio Árbitro(s): ITA Daniele Rapisarda MEX Luis Macias |
| 30 de julho 11:05 Relatório: Relatório Estatísticas | 25     | Set 4 | 20             | Ariake Arena, Tóquio Árbitro(s): ITA Daniele Rapisarda MEX Luis Macias |
| 30 de julho 11:05 Relatório: Relatório Estatísticas | Set 5  |       |                | Ariake Arena, Tóquio Árbitro(s): ITA Daniele Rapisarda MEX Luis Macias |

| 1 de agosto 11:05 Relatório: Relatório Estatísticas | Brasil | 3–2   | França | Ariake Arena, Tóquio Árbitro(s): POL Wojciech Maroszek CHN Liu Jiang |
| 1 de agosto 11:05 Relatório: Relatório Estatísticas | 25     | Set 1 | 22     | Ariake Arena, Tóquio Árbitro(s): POL Wojciech Maroszek CHN Liu Jiang |
| 1 de agosto 11:05 Relatório: Relatório Estatísticas | 37     | Set 2 | 39     | Ariake Arena, Tóquio Árbitro(s): POL Wojciech Maroszek CHN Liu Jiang |
| 1 de agosto 11:05 Relatório: Relatório Estatísticas | 25     | Set 3 | 17     | Ariake Arena, Tóquio Árbitro(s): POL Wojciech Maroszek CHN Liu Jiang |
| 1 de agosto 11:05 Relatório: Relatório Estatísticas | 21     | Set 4 | 25     | Ariake Arena, Tóquio Árbitro(s): POL Wojciech Maroszek CHN Liu Jiang |
| 1 de agosto 11:05 Relatório: Relatório Estatísticas | 20     | Set 5 | 18     | Ariake Arena, Tóquio Árbitro(s): POL Wojciech Maroszek CHN Liu Jiang |

Quartas-de-final
| 3 de agosto 11:05 Relatório: Resultados Estatísticas | Japão | 0–3   | Brasil | Ariake Arena, Tóquio Árbitro(s): DOM Denny Cespedes CHN Jiang Liu |
| 3 de agosto 11:05 Relatório: Resultados Estatísticas | 20    | Set 1 | 25     | Ariake Arena, Tóquio Árbitro(s): DOM Denny Cespedes CHN Jiang Liu |
| 3 de agosto 11:05 Relatório: Resultados Estatísticas | 22    | Set 2 | 25     | Ariake Arena, Tóquio Árbitro(s): DOM Denny Cespedes CHN Jiang Liu |
| 3 de agosto 11:05 Relatório: Resultados Estatísticas | 20    | Set 3 | 25     | Ariake Arena, Tóquio Árbitro(s): DOM Denny Cespedes CHN Jiang Liu |
| 3 de agosto 11:05 Relatório: Resultados Estatísticas | Set 4 |       |        | Ariake Arena, Tóquio Árbitro(s): DOM Denny Cespedes CHN Jiang Liu |
| 3 de agosto 11:05 Relatório: Resultados Estatísticas | Set 5 |       |        | Ariake Arena, Tóquio Árbitro(s): DOM Denny Cespedes CHN Jiang Liu |

Semifinal
| 5 de agosto 13:00 Relatório: Resultados Estatísticas | Brasil | 1 – 3 | ROC | Ariake Arena, Tóquio Árbitro(s): ITA Daniele Rapisarda POL Wojciech Maroszek |
| 5 de agosto 13:00 Relatório: Resultados Estatísticas | 25     | Set 1 | 18  | Ariake Arena, Tóquio Árbitro(s): ITA Daniele Rapisarda POL Wojciech Maroszek |
| 5 de agosto 13:00 Relatório: Resultados Estatísticas | 21     | Set 2 | 25  | Ariake Arena, Tóquio Árbitro(s): ITA Daniele Rapisarda POL Wojciech Maroszek |
| 5 de agosto 13:00 Relatório: Resultados Estatísticas | 24     | Set 3 | 26  | Ariake Arena, Tóquio Árbitro(s): ITA Daniele Rapisarda POL Wojciech Maroszek |
| 5 de agosto 13:00 Relatório: Resultados Estatísticas | 23     | Set 4 | 25  | Ariake Arena, Tóquio Árbitro(s): ITA Daniele Rapisarda POL Wojciech Maroszek |
| 5 de agosto 13:00 Relatório: Resultados Estatísticas | Set 5  |       |     | Ariake Arena, Tóquio Árbitro(s): ITA Daniele Rapisarda POL Wojciech Maroszek |

Terceiro lugar
| 7 de agosto 13:30 Relatório: Resultados | Brasil | 2 – 3 | Argentina | Ariake Arena, Tóquio |
| 7 de agosto 13:30 Relatório: Resultados | 23     | Set 1 | 25        | Ariake Arena, Tóquio |
| 7 de agosto 13:30 Relatório: Resultados | 25     | Set 2 | 20        | Ariake Arena, Tóquio |
| 7 de agosto 13:30 Relatório: Resultados | 25     | Set 3 | 20        | Ariake Arena, Tóquio |
| 7 de agosto 13:30 Relatório: Resultados | 17     | Set 4 | 25        | Ariake Arena, Tóquio |
| 7 de agosto 13:30 Relatório: Resultados | 13     | Set 5 | 15        | Ariake Arena, Tóquio |

Feminino
| Camisa | Nome           | Posição      | Idade | Altura | Clube              |
| ------ | -------------- | ------------ | ----- | ------ | ------------------ |
| 2      | Carol Gattaz   | Central      | 39    | 1,92   | Minas              |
| 7      | Rosamaria      | Levantadora  | 27    | 1,85   | Pomí Casalmaggiore |
| 8      | Macris         | Meio-de-rede | 32    | 1,78   | Itambé/Minas       |
| 9      | Roberta        | Meio-de-rede | 31    | 1,85   | Osasco             |
| 10     | Gabi           | Ponta        | 27    | 1,80   | Vakıfbank          |
| 11     | Tandara        | Ponta        | 32    | 1,84   | Osasco             |
| 12     | Natália        | Ponta/Oposta | 32    | 1,86   | Dínamo Moscou      |
| 15     | Carol          | Meio-de-rede | 30    | 1,83   | Dentil/Praia Clube |
| 16     | Fernanda Garay | Ponta        | 35    | 1,79   | Praia Clube        |
| 17     | Ana Cristina   | Levantadora  | 17    | 1,92   | Fenerbahçe Opet    |
| 18     | Camila Brait   | Levantadora  | 32    | 1,68   | Osasco             |
| 20     | Ana Beatriz    | Líbero       | 29    | 1,89   | Osasco             |
|        | Zé Roberto     | Treinador    | 66    |        |                    |

Fase de Grupos
|     |                      |     | Jogos | Jogos | Jogos | Resultados | Resultados | Resultados | Resultados | Resultados | Resultados | Sets | Sets | Sets  | Pontos | Pontos | Pontos |
| Pos | Equipe               | Pts | T     | V     | D     | 3–0        | 3–1        | 3–2        | 2–3        | 1–3        | 0–3        | V    | P    | R     | V      | P      | R      |
| --- | -------------------- | --- | ----- | ----- | ----- | ---------- | ---------- | ---------- | ---------- | ---------- | ---------- | ---- | ---- | ----- | ------ | ------ | ------ |
| 1   | Brasil               | 14  | 5     | 5     | 0     | 3          | 1          | 1          | 0          | 0          | 0          | 15   | 3    | 5,000 | 359    | 281    | 1.278  |
| 2   | Sérvia               | 12  | 5     | 4     | 1     | 4          | 0          | 0          | 0          | 1          | 0          | 13   | 3    | 4.333 | 306    | 263    | 1.163  |
| 3   | Coreia do Sul        | 7   | 5     | 3     | 2     | 1          | 0          | 2          | 0          | 0          | 2          | 9    | 10   | 0.900 | 324    | 340    | 0.953  |
| 4   | República Dominicana | 8   | 5     | 2     | 3     | 1          | 1          | 0          | 2          | 0          | 1          | 10   | 10   | 1,000 | 317    | 329    | 0.964  |
| 5   | Japão                | 5   | 5     | 1     | 4     | 1          | 0          | 0          | 2          | 0          | 2          | 7    | 12   | 0.583 | 301    | 301    | 1,000  |
| 6   | Quênia               | 0   | 5     | 0     | 5     | 0          | 0          | 0          | 0          | 0          | 5          | 0    | 15   | 0,000 | 208    | 301    | 0.691  |

| 25 de julho 21:45 Relatório: Resultados Estatísticas | Brasil | 3 – 0 | Coreia do Sul | Ariake Arena, Tóquio Árbitro(s): CHN Jiang Liu JPN Shin Muranaka |
| 25 de julho 21:45 Relatório: Resultados Estatísticas | 25     | Set 1 | 10            | Ariake Arena, Tóquio Árbitro(s): CHN Jiang Liu JPN Shin Muranaka |
| 25 de julho 21:45 Relatório: Resultados Estatísticas | 25     | Set 2 | 22            | Ariake Arena, Tóquio Árbitro(s): CHN Jiang Liu JPN Shin Muranaka |
| 25 de julho 21:45 Relatório: Resultados Estatísticas | 25     | Set 3 | 19            | Ariake Arena, Tóquio Árbitro(s): CHN Jiang Liu JPN Shin Muranaka |
| 25 de julho 21:45 Relatório: Resultados Estatísticas | Set 4  |       |               | Ariake Arena, Tóquio Árbitro(s): CHN Jiang Liu JPN Shin Muranaka |
| 25 de julho 21:45 Relatório: Resultados Estatísticas | Set 5  |       |               | Ariake Arena, Tóquio Árbitro(s): CHN Jiang Liu JPN Shin Muranaka |

| 27 de julho 19:40 Relatório: Resultados Estatísticas | Brasil | 3 – 2 | República Dominicana | Ariake Arena, Tóquio Árbitro(s): ESP Susana Rodriguez SRB Vladimir Simonovic |
| 27 de julho 19:40 Relatório: Resultados Estatísticas | 22     | Set 1 | 25                   | Ariake Arena, Tóquio Árbitro(s): ESP Susana Rodriguez SRB Vladimir Simonovic |
| 27 de julho 19:40 Relatório: Resultados Estatísticas | 25     | Set 2 | 17                   | Ariake Arena, Tóquio Árbitro(s): ESP Susana Rodriguez SRB Vladimir Simonovic |
| 27 de julho 19:40 Relatório: Resultados Estatísticas | 25     | Set 3 | 13                   | Ariake Arena, Tóquio Árbitro(s): ESP Susana Rodriguez SRB Vladimir Simonovic |
| 27 de julho 19:40 Relatório: Resultados Estatísticas | 23     | Set 4 | 25                   | Ariake Arena, Tóquio Árbitro(s): ESP Susana Rodriguez SRB Vladimir Simonovic |
| 27 de julho 19:40 Relatório: Resultados Estatísticas | 15     | Set 5 | 12                   | Ariake Arena, Tóquio Árbitro(s): ESP Susana Rodriguez SRB Vladimir Simonovic |

| 29 de julho 19:40 Relatório: Resultados Estatisticas | Japão | 0 – 3 | Brasil | Ariake Arena, Tóquio Árbitro(s): DOM Denny Cespedes RUS Evgeny Makshanov |
| 29 de julho 19:40 Relatório: Resultados Estatisticas | 16    | Set 1 | 25     | Ariake Arena, Tóquio Árbitro(s): DOM Denny Cespedes RUS Evgeny Makshanov |
| 29 de julho 19:40 Relatório: Resultados Estatisticas | 18    | Set 2 | 25     | Ariake Arena, Tóquio Árbitro(s): DOM Denny Cespedes RUS Evgeny Makshanov |
| 29 de julho 19:40 Relatório: Resultados Estatisticas | 24    | Set 3 | 26     | Ariake Arena, Tóquio Árbitro(s): DOM Denny Cespedes RUS Evgeny Makshanov |
| 29 de julho 19:40 Relatório: Resultados Estatisticas | Set 4 |       |        | Ariake Arena, Tóquio Árbitro(s): DOM Denny Cespedes RUS Evgeny Makshanov |
| 29 de julho 19:40 Relatório: Resultados Estatisticas | Set 5 |       |        | Ariake Arena, Tóquio Árbitro(s): DOM Denny Cespedes RUS Evgeny Makshanov |

| 31 de julho 16:25 Relatório: Resultados Estatísticas | Sérvia | 1–3   | Brasil | Ariake Arena, Tóquio Árbitro(s): FRA Fabrice Collados POL Wojciech Maroszek |
| 31 de julho 16:25 Relatório: Resultados Estatísticas | 20     | Set 1 | 25     | Ariake Arena, Tóquio Árbitro(s): FRA Fabrice Collados POL Wojciech Maroszek |
| 31 de julho 16:25 Relatório: Resultados Estatísticas | 16     | Set 2 | 25     | Ariake Arena, Tóquio Árbitro(s): FRA Fabrice Collados POL Wojciech Maroszek |
| 31 de julho 16:25 Relatório: Resultados Estatísticas | 25     | Set 3 | 23     | Ariake Arena, Tóquio Árbitro(s): FRA Fabrice Collados POL Wojciech Maroszek |
| 31 de julho 16:25 Relatório: Resultados Estatísticas | 19     | Set 4 | 25     | Ariake Arena, Tóquio Árbitro(s): FRA Fabrice Collados POL Wojciech Maroszek |
| 31 de julho 16:25 Relatório: Resultados Estatísticas | Set 5  |       |        | Ariake Arena, Tóquio Árbitro(s): FRA Fabrice Collados POL Wojciech Maroszek |

| 2 de agosto 21:45 Relatório: Resultados Estatísticas | Brasil | 3 – 0 | Quênia | Ariake Arena, Tóquio Árbitro(s): SRB Vladimir Simonovic ITA Daniele Rapisarda |
| 2 de agosto 21:45 Relatório: Resultados Estatísticas | 25     | Set 1 | 10     | Ariake Arena, Tóquio Árbitro(s): SRB Vladimir Simonovic ITA Daniele Rapisarda |
| 2 de agosto 21:45 Relatório: Resultados Estatísticas | 25     | Set 2 | 16     | Ariake Arena, Tóquio Árbitro(s): SRB Vladimir Simonovic ITA Daniele Rapisarda |
| 2 de agosto 21:45 Relatório: Resultados Estatísticas | 25     | Set 3 | 8      | Ariake Arena, Tóquio Árbitro(s): SRB Vladimir Simonovic ITA Daniele Rapisarda |
| 2 de agosto 21:45 Relatório: Resultados Estatísticas | Set 4  |       |        | Ariake Arena, Tóquio Árbitro(s): SRB Vladimir Simonovic ITA Daniele Rapisarda |
| 2 de agosto 21:45 Relatório: Resultados Estatísticas | Set 5  |       |        | Ariake Arena, Tóquio Árbitro(s): SRB Vladimir Simonovic ITA Daniele Rapisarda |

Quartas-de-final
| 4 de agosto 21:45 Relatório: Resultados Estatísticas | Brasil | 3 – 1 | ROC | Ariake Arena, Tóquio Árbitro(s): FRA Fabrice Collados ESP Susana Rodriguez |
| 4 de agosto 21:45 Relatório: Resultados Estatísticas | 23     | Set 1 | 25  | Ariake Arena, Tóquio Árbitro(s): FRA Fabrice Collados ESP Susana Rodriguez |
| 4 de agosto 21:45 Relatório: Resultados Estatísticas | 25     | Set 2 | 21  | Ariake Arena, Tóquio Árbitro(s): FRA Fabrice Collados ESP Susana Rodriguez |
| 4 de agosto 21:45 Relatório: Resultados Estatísticas | 25     | Set 3 | 19  | Ariake Arena, Tóquio Árbitro(s): FRA Fabrice Collados ESP Susana Rodriguez |
| 4 de agosto 21:45 Relatório: Resultados Estatísticas | 25     | Set 4 | 22  | Ariake Arena, Tóquio Árbitro(s): FRA Fabrice Collados ESP Susana Rodriguez |
| 4 de agosto 21:45 Relatório: Resultados Estatísticas | Set 5  |       |     | Ariake Arena, Tóquio Árbitro(s): FRA Fabrice Collados ESP Susana Rodriguez |

Semifinal
| 6 de agosto 13:00 Relatório: Resultados | Brasil | 3 – 0 | Coreia do Sul | Ariake Arena, Tóquio |
| 6 de agosto 13:00 Relatório: Resultados | 25     | Set 1 | 16            | Ariake Arena, Tóquio |
| 6 de agosto 13:00 Relatório: Resultados | 25     | Set 2 | 16            | Ariake Arena, Tóquio |
| 6 de agosto 13:00 Relatório: Resultados | 25     | Set 3 | 16            | Ariake Arena, Tóquio |
| 6 de agosto 13:00 Relatório: Resultados | Set 4  |       |               | Ariake Arena, Tóquio |
| 6 de agosto 13:00 Relatório: Resultados | Set 5  |       |               | Ariake Arena, Tóquio |

Final
| 8 de agosto 13:30 Relatório: Resultados | Brasil | 0 – 3 | Estados Unidos | Ariake Arena, Tóquio |
| 8 de agosto 13:30 Relatório: Resultados | 21     | Set 1 | 25             | Ariake Arena, Tóquio |
| 8 de agosto 13:30 Relatório: Resultados | 20     | Set 2 | 25             | Ariake Arena, Tóquio |
| 8 de agosto 13:30 Relatório: Resultados | 14     | Set 3 | 25             | Ariake Arena, Tóquio |
| 8 de agosto 13:30 Relatório: Resultados | Set 4  |       |                | Ariake Arena, Tóquio |
| 8 de agosto 13:30 Relatório: Resultados | Set 5  |       |                | Ariake Arena, Tóquio |

## Voleibol de praia
Masculino
| Atleta                               | Fase de grupos | Fase de grupos | Oitavas de final                         | Quartas de final                    | Semifinal              | Final                  | Resultado   | Resultado   |
| Atleta                               | Adversário e resultado | Pos.           | Adversário e resultado                   | Adversário e resultado              | Adversário e resultado | Adversário e resultado | Resultado   | Resultado   |
| ------------------------------------ | --- | -------------- | ---------------------------------------- | ----------------------------------- | ---------------------- | ---------------------- | ----------- | ----------- |
| Alison Cerutti Álvaro Filho          | Grupo D ARG Azaad – Capogrosso V 2-0 (21-16, 21-17) USA Lucena – Dalhausser D 1-2 (22-24, 21-19,13-15) NED Brouwer – Meeuwsen V 2-0 (21-14, 24-22)    | 1º Q           | MEX Gaxiola – Rubio V 2-0 (21-14, 21–13) | LAT Pļaviņš–TočsD 0-2(19-21, 18-21) | Não avançou            | Não avançou            | Não avançou | Não avançou |
| Bruno Oscar Schmidt Evandro Oliveira | Grupo E CHI Grimalti – Grimalti V 2-1 (21-15, 16-21, 15-12) MAR Elgraoui – Abicha V 2-0 (21-14, 21-16) POL Fijałek – Bryl V 2-1 (19-21, 21-14, 17-15) | 1º Q           | LAT Pļaviņš–TočsD (19-21, 18-21)         | Não avançou                         | Não avançou            | Não avançou            | Não avançou |             |

Feminino
| Atleta                                  | Fase de grupos | Fase de grupos | Oitavas de final                               | Quartas de final                                       | Semifinal              | Disputa do Bronze      | Final                  | Resultado   |
| Atleta                                  | Adversário e resultado | Pos.           | Adversário e resultado                         | Adversário e resultado                                 | Adversário e resultado | Adversário e resultado | Adversário e resultado | Resultado   |
| --------------------------------------- | --- | -------------- | ---------------------------------------------- | ------------------------------------------------------ | ---------------------- | ---------------------- | ---------------------- | ----------- |
| Ana Patrícia Ramos Rebecca Cavalcante   | Grupo D KEN Makokha – Khadambi V 2-0 (21-15, 21-9) LAT Graudiņa – Kravčenoka D 1-2 (15-21, 21-12,12-15) USA Claes – Sponcil D 1-2 (21-17, 19-21, 11-15) | 2º Q           | CHN Wang – Xia V 2-0 (21-14, 23-21)            | SUI Heidrich – Vergé-Dépré D 1-2 (19-21, 21-18, 12-15) | Não avançou            | Não avançou            | Não avançou            | Não avançou |
| Ágatha Bednarczuk Eduarda Santos Lisboa | Grupo C ARG Gallay – Pereyra V 2-0 (21-19, 21-11) CHN Wang – Xia D 0-2 (18-21, 14-21) CAN Bansley – Brandie V 2-0 (21-18, 21-18)                        | 3º Q           | GER Kozuch – Ludwig D 1-2 (19-21, 21-19,13-15) | Não avançou                                            | Não avançou            | Não avançou            | Não avançou            | Não avançou |

Legenda
| Recorde mundial      | Recorde mundial (World record)               |                       | Recorde africano                      | Recorde africano (African) |                                           | Q | Classificado por posição (Qualified) |
| Recorde olímpico     | Recorde olímpico (Olympic record)            | Recorde da América    | Recorde da América (Americas)         | q                          | Classificado por melhor tempo (Qualified) |   |                                      |
| Melhor marca do ano  | Melhor marca do ano (World leading)          | Recorde asiático      | Recorde asiático (Asian)              | DNS                        | Não largou (Did not start)                |   |                                      |
| Recorde nacional     | Recorde nacional (National record)           | Recorde europeu       | Recorde europeu (European)            | DNF                        | Não terminou (Did not finish)             |   |                                      |
| Recorde pessoal      | Recorde pessoal do atleta (Personal best)    | Recorde da Oceania    | Recorde da Oceania (Oceania)          | DSQ / DQ                   | Desclassificado (Disqualified)            |   |                                      |
| Recorde da temporada | Recorde da temporada do atleta (Season best) | Recorde sul-americano | Recorde sul-americano (South America) | NM                         | Sem marca (No mark)                       |   |                                      |

### Remo
| S | Classificado(a) para as semifinais |    |                        | FA | Final A (disputa de medalhas) |  |  | FD | Final D (sem medalhas) |
| Q | Classificado(a) para as quartas    | FB | Final B (sem medalhas) | FE | Final E (sem medalhas)        |  |  |    |                        |
| R | Classificado(a) para a repescagem  | FC | Final C (sem medalhas) | FF | Final F (sem medalhas)        |  |  |    |                        |

### Vela
| M   | Regata da Medalha da qual só participam os dez primeiros colocados das regatas anteriores  |  |  | CAN | Regata cancelada |
| BFD | Desclassificado por bandeira preta (Black Flag Disqualified)                               |  |  |     |                  |
| UFD | Desclassificado por bandeira "U" (U Flag Disqualified)                                     |  |  |     |                  |
| OCS | Largada queimada (On the Course Side of the starting line)                                 |  |  |     |                  |
| DNE | Desclassificação sem eliminação (infração a um item do regulamento da prova – Did Not End) |  |  |     |                  |